# Abecedni seznam okrožij Združenih držav Amerike
Abecedni seznam okrožij ZDA.

## A
- Okrožje Abbeville, Južna Karolina
- Okrožje Acadia Parish, Louisiana
- Okrožje Accomack, Virginija
- Okrožje Ada, Idaho
- Okrožje Adair, Iowa
- Okrožje Adair, Kentucky
- Okrožje Adair, Missouri
- Okrožje Adair, Oklahoma
- Okrožje Adams, Kolorado
- Okrožje Adams, Idaho
- Okrožje Adams, Illinois
- Okrožje Adams, Indiana
- Okrožje Adams, Iowa
- Okrožje Adams, Mississippi
- Okrožje Adams, Nebraska
- Okrožje Adams, Severna Dakota
- Okrožje Adams, Ohio
- Okrožje Adams, Pensilvanija
- Okrožje Adams, Washington
- Okrožje Adams, Wisconsin
- Okrožje Addison, Vermont
- Okrožje Aiken, Južna Karolina
- Okrožje Aitkin, Minnesota
- Okrožje Alachua, Florida
- Okrožje Alamance, Severna Karolina
- Okrožje Alameda, Kalifornija
- Okrožje Alamosa, Kolorado
- Okrožje Albany, New York
- Okrožje Albany, Wyoming
- Okrožje Albemarle, Virginija
- Okrožje Alcona, Michigan
- Okrožje Alcorn, Mississippi
- Okrožje Aleutians East Borough, Aljaska
- Okrožje Aleutians West Census Area, Aljaska
- Okrožje Alexander, Illinois
- Okrožje Alexander, Severna Karolina
- Okrožje Alfalfa, Oklahoma
- Okrožje Alger, Michigan
- Okrožje Allamakee, Iowa
- Okrožje Allegan, Michigan
- Okrožje Allegany, Maryland
- Okrožje Allegany, New York
- Okrožje Alleghany, Severna Karolina
- Okrožje Alleghany, Virginija
- Okrožje Allegheny, Pensilvanija
- Okrožje Allen, Indiana
- Okrožje Allen, Kansas
- Okrožje Allen, Kentucky
- Okrožje Allen, Ohio
- Okrožje Allen Parish, Louisiana
- Okrožje Allendale, Južna Karolina
- Okrožje Alpena, Michigan
- Okrožje Alpine, Kalifornija
- Okrožje Amador, Kalifornija
- Okrožje Amelia, Virginija
- Okrožje Amherst, Virginija
- Okrožje Amite, Mississippi
- Municipality of Anchorage, Aljaska (a consolidated city-borough under Aljaska law)
- Okrožje Anderson, Kansas
- Okrožje Anderson, Kentucky
- Okrožje Anderson, Južna Karolina
- Okrožje Anderson, Tennessee
- Okrožje Anderson, Teksas
- Okrožje Andrew, Missouri
- Okrožje Andrews, Teksas
- Okrožje Androscoggin, Maine
- Okrožje Angelina, Teksas
- Okrožje Anne Arundel, Maryland
- Okrožje Anoka, Minnesota
- Okrožje Anson, Severna Karolina
- Okrožje Antelope, Nebraska
- Okrožje Antrim, Michigan
- Okrožje Apache, Arizona
- Okrožje Appanoose, Iowa
- Okrožje Appling, Georgia
- Okrožje Appomattox, Virginija
- Okrožje Aransas, Teksas
- Okrožje Arapahoe, Kolorado
- Okrožje Archer, Teksas
- Okrožje Archuleta, Kolorado
- Okrožje Arenac, Michigan
- Okrožje Arkansas, Arkansas
- Okrožje Arlington, Virginija
- Okrožje Armstrong, Pensilvanija
- Okrožje Armstrong, Teksas
- Okrožje Aroostook, Maine
- Okrožje Arthur, Nebraska
- Okrožje Ascension Parish, Louisiana
- Okrožje Ashe, Severna Karolina
- Okrožje Ashland, Ohio
- Okrožje Ashland, Wisconsin
- Okrožje Ashley, Arkansas
- Okrožje Ashtabula, Ohio
- Okrožje Asotin, Washington
- Okrožje Assumption Parish, Louisiana
- Okrožje Atascosa, Teksas
- Okrožje Atchison, Kansas
- Okrožje Atchison, Missouri
- Okrožje Athens, Ohio
- Okrožje Atkinson, Georgia
- Okrožje Atlantic, New Jersey
- Okrožje Atoka, Oklahoma
- Okrožje Attala, Mississippi
- Okrožje Audrain, Missouri
- Okrožje Audubon, Iowa
- Okrožje Auglaize, Ohio
- Okrožje Augusta, Virginija
- Okrožje Aurora, Južna Dakota
- Okrožje Austin, Teksas
- Okrožje Autauga, Alabama
- Okrožje Avery, Severna Karolina
- Okrožje Avoyelles Parish, Louisiana

## B
- Okrožje Baca, Kolorado
- Okrožje Bacon, Georgia
- Okrožje Bailey, Teksas
- Okrožje Baker, Florida
- Okrožje Baker, Georgia
- Okrožje Baker, Oregon
- Okrožje Baldwin, Alabama
- Okrožje Baldwin, Georgia
- Okrožje Ballard, Kentucky
- Okrožje Baltimore, Maryland
- Okrožje Bamberg, Južna Karolina
- Okrožje Bandera, Teksas
- Okrožje Banks, Georgia
- Okrožje Banner, Nebraska
- Okrožje Bannock, Idaho
- Okrožje Baraga, Michigan
- Okrožje Barber, Kansas
- Okrožje Barbour, Alabama
- Okrožje Barbour, Zahodna Virginija
- Okrožje Barnes, Severna Dakota
- Okrožje Barnstable, Massachusetts
- Okrožje Barnwell, Južna Karolina
- Okrožje Barren, Kentucky
- Okrožje Barron, Wisconsin
- Okrožje Barrow, Georgia
- Okrožje Barry, Michigan
- Okrožje Barry, Missouri
- Okrožje Bartholomew, Indiana
- Okrožje Barton, Kansas
- Okrožje Barton, Missouri
- Okrožje Bartow, Georgia
- Okrožje Bastrop, Teksas
- Okrožje Bates, Missouri
- Okrožje Bath, Kentucky
- Okrožje Bath, Virginija
- Okrožje Baxter, Arkansas
- Okrožje Bay, Florida
- Okrožje Bay, Michigan
- Okrožje Bayfield, Wisconsin
- Okrožje Baylor, Teksas
- Okrožje Beadle, Južna Dakota
- Okrožje Bear Lake, Idaho
- Okrožje Beaufort, Severna Karolina
- Okrožje Beaufort, Južna Karolina
- Okrožje Beauregard Parish, Louisiana
- Okrožje Beaver, Oklahoma
- Okrožje Beaver, Pensilvanija
- Okrožje Beaver, Utah
- Okrožje Beaverhead, Montana
- Okrožje Becker, Minnesota
- Okrožje Beckham, Oklahoma
- Okrožje Bedford, Pensilvanija
- Okrožje Bedford, Tennessee
- Okrožje Bedford, Virginija
- Okrožje Bee, Teksas
- Okrožje Belknap, New Hampshire
- Okrožje Bell, Kentucky
- Okrožje Bell, Teksas
- Okrožje Belmont, Ohio
- Okrožje Beltrami, Minnesota
- Okrožje Ben Hill, Georgia
- Okrožje Benewah, Idaho
- Okrožje Bennett, Južna Dakota
- Okrožje Bennington, Vermont
- Okrožje Benson, Severna Dakota
- Okrožje Bent, Kolorado
- Okrožje Benton, Arkansas
- Okrožje Benton, Indiana
- Okrožje Benton, Iowa
- Okrožje Benton, Minnesota
- Okrožje Benton, Mississippi
- Okrožje Benton, Missouri
- Okrožje Benton, Oregon
- Okrožje Benton, Tennessee
- Okrožje Benton, Washington
- Okrožje Benzie, Michigan
- Okrožje Bergen, New Jersey
- Okrožje Berkeley, Južna Karolina
- Okrožje Berkeley, Zahodna Virginija
- Okrožje Berks, Pensilvanija
- Okrožje Berkshire, Massachusetts
- Okrožje Bernalillo, Nova Mehika
- Okrožje Berrien, Georgia
- Okrožje Berrien, Michigan
- Okrožje Bertie, Severna Karolina
- Okrožje Bethel Census Area, Aljaska
- Okrožje Bexar, Teksas
- Okrožje Bibb, Alabama
- Okrožje Bibb, Georgia
- Okrožje Bienville Parish, Louisiana
- Okrožje Big Horn, Montana
- Okrožje Big Horn, Wyoming
- Okrožje Big Stone, Minnesota
- Okrožje Billings, Severna Dakota
- Okrožje Bingham, Idaho
- Okrožje Black Hawk, Iowa
- Okrožje Blackford, Indiana
- Okrožje Bladen, Severna Karolina
- Okrožje Blaine, Idaho
- Okrožje Blaine, Montana
- Okrožje Blaine, Nebraska
- Okrožje Blaine, Oklahoma
- Okrožje Blair, Pensilvanija
- Okrožje Blanco, Teksas
- Okrožje Bland, Virginija
- Okrožje Bleckley, Georgia
- Okrožje Bledsoe, Tennessee
- Okrožje Blount, Alabama
- Okrožje Blount, Tennessee
- Okrožje Blue Earth, Minnesota
- Okrožje Boise, Idaho
- Okrožje Bolivar, Mississippi
- Okrožje Bollinger, Missouri
- Okrožje Bon Homme, Južna Dakota
- Okrožje Bond, Illinois
- Okrožje Bonner, Idaho
- Okrožje Bonneville, Idaho
- Okrožje Boone, Arkansas
- Okrožje Boone, Illinois
- Okrožje Boone, Indiana
- Okrožje Boone, Iowa
- Okrožje Boone, Kentucky
- Okrožje Boone, Missouri
- Okrožje Boone, Nebraska
- Okrožje Boone, Zahodna Virginija
- Okrožje Borden, Teksas
- Okrožje Bosque, Teksas
- Okrožje Bossier Parish, Louisiana
- Okrožje Botetourt, Virginija
- Okrožje Bottineau, Severna Dakota
- Okrožje Boulder, Kolorado
- Okrožje Boundary, Idaho
- Okrožje Bourbon, Kansas
- Okrožje Bourbon, Kentucky
- Okrožje Bowie, Teksas
- Okrožje Bowman, Severna Dakota
- Okrožje Box Butte, Nebraska
- Okrožje Box Elder, Utah
- Okrožje Boyd, Kentucky
- Okrožje Boyd, Nebraska
- Okrožje Boyle, Kentucky
- Okrožje Bracken, Kentucky
- Okrožje Bradford, Florida
- Okrožje Bradford, Pensilvanija
- Okrožje Bradley, Arkansas
- Okrožje Bradley, Tennessee
- Okrožje Branch, Michigan
- Okrožje Brantley, Georgia
- Okrožje Braxton, Zahodna Virginija
- Okrožje Brazoria, Teksas
- Okrožje Brazos, Teksas
- Okrožje Breathitt, Kentucky
- Okrožje Breckinridge, Kentucky
- Okrožje Bremer, Iowa
- Okrožje Brevard, Florida
- Okrožje Brewster, Teksas
- Okrožje Briscoe, Teksas
- Okrožje Bristol Bay Borough, Aljaska
- Okrožje Bristol, Massachusetts
- Okrožje Bristol, Rhode Island
- Okrožje Broadwater, Montana
- Okrožje Bronx, New York
- Okrožje Brooke, Zahodna Virginija
- Okrožje Brookings, Južna Dakota
- Okrožje Brooks, Georgia
- Okrožje Brooks, Teksas
- Okrožje Broome, New York
- Okrožje Broomfield, Kolorado
- Okrožje Broward, Florida
- Okrožje Brown, Illinois
- Okrožje Brown, Indiana
- Okrožje Brown, Kansas
- Okrožje Brown, Minnesota
- Okrožje Brown, Nebraska
- Okrožje Brown, Ohio
- Okrožje Brown, Južna Dakota
- Okrožje Brown, Teksas
- Okrožje Brown, Wisconsin
- Okrožje Brule, Južna Dakota
- Okrožje Brunswick, Severna Karolina
- Okrožje Brunswick, Virginija
- Okrožje Bryan, Georgia
- Okrožje Bryan, Oklahoma
- Okrožje Buchanan, Iowa
- Okrožje Buchanan, Missouri
- Okrožje Buchanan, Virginija
- Okrožje Buckingham, Virginija
- Okrožje Bucks, Pensilvanija
- Okrožje Buena Vista, Iowa
- Okrožje Buffalo, Nebraska
- Okrožje Buffalo, Južna Dakota
- Okrožje Buffalo, Wisconsin
- Okrožje Bullitt, Kentucky
- Okrožje Bulloch, Georgia
- Okrožje Bullock, Alabama
- Okrožje Buncombe, Severna Karolina
- Okrožje Bureau, Illinois
- Okrožje Burke, Georgia
- Okrožje Burke, Severna Karolina
- Okrožje Burke, Severna Dakota
- Okrožje Burleigh, Severna Dakota
- Okrožje Burleson, Teksas
- Okrožje Burlington, New Jersey
- Okrožje Burnet, Teksas
- Okrožje Burnett, Wisconsin
- Okrožje Burt, Nebraska
- Okrožje Butler, Alabama
- Okrožje Butler, Iowa
- Okrožje Butler, Kansas
- Okrožje Butler, Kentucky
- Okrožje Butler, Missouri
- Okrožje Butler, Nebraska
- Okrožje Butler, Ohio
- Okrožje Butler, Pensilvanija
- Okrožje Butte, Kalifornija
- Okrožje Butte, Idaho
- Okrožje Butte, Južna Dakota
- Okrožje Butts, Georgia

## C
- Okrožje Cabarrus, Severna Karolina
- Okrožje Cabell, Zahodna Virginija
- Okrožje Cache, Utah
- Okrožje Caddo, Oklahoma
- Okrožje Caddo Parish, Louisiana
- Okrožje Calaveras, Kalifornija
- Okrožje Calcasieu Parish, Louisiana
- Okrožje Caldwell, Kentucky
- Okrožje Caldwell, Missouri
- Okrožje Caldwell, Severna Karolina
- Okrožje Caldwell, Teksas
- Okrožje Caldwell Parish, Louisiana
- Okrožje Caledonia, Vermont
- Okrožje Calhoun, Alabama
- Okrožje Calhoun, Arkansas
- Okrožje Calhoun, Florida
- Okrožje Calhoun, Georgia
- Okrožje Calhoun, Illinois
- Okrožje Calhoun, Iowa
- Okrožje Calhoun, Michigan
- Okrožje Calhoun, Mississippi
- Okrožje Calhoun, Južna Karolina
- Okrožje Calhoun, Teksas
- Okrožje Calhoun, Zahodna Virginija
- Okrožje Callahan, Teksas
- Okrožje Callaway, Missouri
- Okrožje Calloway, Kentucky
- Okrožje Calumet, Wisconsin
- Okrožje Calvert, Maryland
- Okrožje Camas, Idaho
- Okrožje Cambria, Pensilvanija
- Okrožje Camden, Georgia
- Okrožje Camden, Missouri
- Okrožje Camden, New Jersey
- Okrožje Camden, Severna Karolina
- Okrožje Cameron, Pensilvanija
- Okrožje Cameron, Teksas
- Okrožje Cameron Parish, Louisiana
- Okrožje Camp, Teksas
- Okrožje Campbell, Kentucky
- Okrožje Campbell, Južna Dakota
- Okrožje Campbell, Tennessee
- Okrožje Campbell, Virginija
- Okrožje Campbell, Wyoming
- Okrožje Canadian, Oklahoma
- Okrožje Candler, Georgia
- Okrožje Cannon, Tennessee
- Okrožje Canyon, Idaho
- Okrožje Cape Girardeau, Missouri
- Okrožje Cape May, New Jersey
- Okrožje Carbon, Montana
- Okrožje Carbon, Pensilvanija
- Okrožje Carbon, Utah
- Okrožje Carbon, Wyoming
- Okrožje Caribou, Idaho
- Okrožje Carlisle, Kentucky
- Okrožje Carlton, Minnesota
- Okrožje Caroline, Maryland
- Okrožje Caroline, Virginija
- Okrožje Carroll, Arkansas
- Okrožje Carroll, Georgia
- Okrožje Carroll, Illinois
- Okrožje Carroll, Indiana
- Okrožje Carroll, Iowa
- Okrožje Carroll, Kentucky
- Okrožje Carroll, Maryland
- Okrožje Carroll, Mississippi
- Okrožje Carroll, Missouri
- Okrožje Carroll, New Hampshire
- Okrožje Carroll, Ohio
- Okrožje Carroll, Tennessee
- Okrožje Carroll, Virginija
- Okrožje Carson, Teksas
- Okrožje Carter, Kentucky
- Okrožje Carter, Missouri
- Okrožje Carter, Montana
- Okrožje Carter, Oklahoma
- Okrožje Carter, Tennessee
- Okrožje Carteret, Severna Karolina
- Okrožje Carver, Minnesota
- Okrožje Cascade, Montana
- Okrožje Casey, Kentucky
- Okrožje Cass, Illinois
- Okrožje Cass, Indiana
- Okrožje Cass, Iowa
- Okrožje Cass, Michigan
- Okrožje Cass, Minnesota
- Okrožje Cass, Missouri
- Okrožje Cass, Nebraska
- Okrožje Cass, Severna Dakota
- Okrožje Cass, Teksas
- Okrožje Cassia, Idaho
- Okrožje Castro, Teksas
- Okrožje Caswell, Severna Karolina
- Okrožje Catahoula Parish, Louisiana
- Okrožje Catawba, Severna Karolina
- Okrožje Catoosa, Georgia
- Okrožje Catron, Nova Mehika
- Okrožje Cattaraugus, New York
- Okrožje Cavalier, Severna Dakota
- Okrožje Cayuga, New York
- Okrožje Cecil, Maryland
- Okrožje Cedar, Iowa
- Okrožje Cedar, Missouri
- Okrožje Cedar, Nebraska
- Okrožje Centre, Pensilvanija
- Okrožje Cerro Gordo, Iowa
- Okrožje Chaffee, Kolorado
- Okrožje Chambers, Alabama
- Okrožje Chambers, Teksas
- Okrožje Champaign, Illinois
- Okrožje Champaign, Ohio
- Okrožje Chariton, Missouri
- Okrožje Charles City, Virginija
- Okrožje Charles, Maryland
- Okrožje Charles Mix, Južna Dakota
- Okrožje Charleston, Južna Karolina
- Okrožje Charlevoix, Michigan
- Okrožje Charlotte, Florida
- Okrožje Charlotte, Virginija
- Okrožje Charlton, Georgia
- Okrožje Chase, Kansas
- Okrožje Chase, Nebraska
- Okrožje Chatham, Georgia
- Okrožje Chatham, Severna Karolina
- Okrožje Chattahoochee, Georgia
- Okrožje Chattooga, Georgia
- Okrožje Chautauqua, Kansas
- Okrožje Chautauqua, New York
- Okrožje Chaves, Nova Mehika
- Okrožje Cheatham, Tennessee
- Okrožje Cheboygan, Michigan
- Okrožje Chelan, Washington
- Okrožje Chemung, New York
- Okrožje Chenango, New York
- Okrožje Cherokee, Alabama
- Okrožje Cherokee, Georgia
- Okrožje Cherokee, Iowa
- Okrožje Cherokee, Kansas
- Okrožje Cherokee, Severna Karolina
- Okrožje Cherokee, Oklahoma
- Okrožje Cherokee, Južna Karolina
- Okrožje Cherokee, Teksas
- Okrožje Cherry, Nebraska
- Okrožje Cheshire, New Hampshire
- Okrožje Chester, Pensilvanija
- Okrožje Chester, Južna Karolina
- Okrožje Chester, Tennessee
- Okrožje Chesterfield, Južna Karolina
- Okrožje Chesterfield, Virginija
- Okrožje Cheyenne, Kolorado
- Okrožje Cheyenne, Kansas
- Okrožje Cheyenne, Nebraska
- Okrožje Chickasaw, Iowa
- Okrožje Chickasaw, Mississippi
- Okrožje Chicot, Arkansas
- Okrožje Childress, Teksas
- Okrožje Chilton, Alabama
- Okrožje Chippewa, Michigan
- Okrožje Chippewa, Minnesota
- Okrožje Chippewa, Wisconsin
- Okrožje Chisago, Minnesota
- Okrožje Chittenden, Vermont
- Okrožje Choctaw, Alabama
- Okrožje Choctaw, Mississippi
- Okrožje Choctaw, Oklahoma
- Okrožje Chouteau, Montana
- Okrožje Chowan, Severna Karolina
- Okrožje Christian, Illinois
- Okrožje Christian, Kentucky
- Okrožje Christian, Missouri
- Okrožje Churchill, Nevada
- Okrožje Cibola, Nova Mehika
- Okrožje Cimarron, Oklahoma
- Okrožje Citrus, Florida
- Okrožje Clackamas, Oregon
- Okrožje Claiborne, Mississippi
- Okrožje Claiborne, Tennessee
- Okrožje Claiborne Parish, Louisiana
- Okrožje Clallam, Washington
- Okrožje Clare, Michigan
- Okrožje Clarendon, Južna Karolina
- Okrožje Clarion, Pensilvanija
- Okrožje Clark, Arkansas
- Okrožje Clark, Idaho
- Okrožje Clark, Illinois
- Okrožje Clark, Indiana
- Okrožje Clark, Kansas
- Okrožje Clark, Kentucky
- Okrožje Clark, Missouri
- Okrožje Clark, Nevada
- Okrožje Clark, Ohio
- Okrožje Clark, Južna Dakota
- Okrožje Clark, Washington
- Okrožje Clark, Wisconsin
- Okrožje Clarke, Alabama
- Okrožje Clarke, Georgia
- Okrožje Clarke, Iowa
- Okrožje Clarke, Mississippi
- Okrožje Clarke, Virginija
- Okrožje Clatsop, Oregon
- Okrožje Clay, Alabama
- Okrožje Clay, Arkansas
- Okrožje Clay, Florida
- Okrožje Clay, Georgia
- Okrožje Clay, Illinois
- Okrožje Clay, Indiana
- Okrožje Clay, Iowa
- Okrožje Clay, Kansas
- Okrožje Clay, Kentucky
- Okrožje Clay, Minnesota
- Okrožje Clay, Mississippi
- Okrožje Clay, Missouri
- Okrožje Clay, Nebraska
- Okrožje Clay, Severna Karolina
- Okrožje Clay, Južna Dakota
- Okrožje Clay, Tennessee
- Okrožje Clay, Teksas
- Okrožje Clay, Zahodna Virginija
- Okrožje Clayton, Georgia
- Okrožje Clayton, Iowa
- Okrožje Clear Creek, Kolorado
- Okrožje Clearfield, Pensilvanija
- Okrožje Clearwater, Idaho
- Okrožje Clearwater, Minnesota
- Okrožje Cleburne, Alabama
- Okrožje Cleburne, Arkansas
- Okrožje Clermont, Ohio
- Okrožje Cleveland, Arkansas
- Okrožje Cleveland, Severna Karolina
- Okrožje Cleveland, Oklahoma
- Okrožje Clinch, Georgia
- Okrožje Clinton, Illinois
- Okrožje Clinton, Indiana
- Okrožje Clinton, Iowa
- Okrožje Clinton, Kentucky
- Okrožje Clinton, Michigan
- Okrožje Clinton, Missouri
- Okrožje Clinton, New York
- Okrožje Clinton, Ohio
- Okrožje Clinton, Pensilvanija
- Okrožje Cloud, Kansas
- Okrožje Coahoma, Mississippi
- Okrožje Coal, Oklahoma
- Okrožje Cobb, Georgia
- Okrožje Cochise, Arizona
- Okrožje Cochran, Teksas
- Okrožje Cocke, Tennessee
- Okrožje Coconino, Arizona
- Okrožje Codington, Južna Dakota
- Okrožje Coffee, Alabama
- Okrožje Coffee, Georgia
- Okrožje Coffee, Tennessee
- Okrožje Coffey, Kansas
- Okrožje Coke, Teksas
- Okrožje Colbert, Alabama
- Okrožje Cole, Missouri
- Okrožje Coleman, Teksas
- Okrožje Coles, Illinois
- Okrožje Colfax, Nebraska
- Okrožje Colfax, Nova Mehika
- Okrožje Colleton, Južna Karolina
- Okrožje Collier, Florida
- Okrožje Collin, Teksas
- Okrožje Collingsworth, Teksas
- Okrožje Kolorado, Teksas
- Okrožje Colquitt, Georgia
- Okrožje Columbia, Arkansas
- Okrožje Columbia, Florida
- Okrožje Columbia, Georgia
- Okrožje Columbia, New York
- Okrožje Columbia, Oregon
- Okrožje Columbia, Pensilvanija
- Okrožje Columbia, Washington
- Okrožje Columbia, Wisconsin
- Okrožje Columbiana, Ohio
- Okrožje Columbus, Severna Karolina
- Okrožje Colusa, Kalifornija
- Okrožje Comal, Teksas
- Okrožje Comanche, Kansas
- Okrožje Comanche, Oklahoma
- Okrožje Comanche, Teksas
- Okrožje Concho, Teksas
- Okrožje Concordia Parish, Louisiana
- Okrožje Conecuh, Alabama
- Okrožje Conejos, Kolorado
- Okrožje Contra Costa, Kalifornija
- Okrožje Converse, Wyoming
- Okrožje Conway, Arkansas
- Okrožje Cook, Georgia
- Okrožje Cook, Illinois
- Okrožje Cook, Minnesota
- Okrožje Cooke, Teksas
- Okrožje Cooper, Missouri
- Okrožje Coos, New Hampshire
- Okrožje Coos, Oregon
- Okrožje Coosa, Alabama
- Okrožje Copiah, Mississippi
- Okrožje Corson, Južna Dakota
- Okrožje Cortland, New York
- Okrožje Coryell, Teksas
- Okrožje Coshocton, Ohio
- Okrožje Costilla, Kolorado
- Okrožje Cottle, Teksas
- Okrožje Cotton, Oklahoma
- Okrožje Cottonwood, Minnesota
- Okrožje Covington, Alabama
- Okrožje Covington, Mississippi
- Okrožje Coweta, Georgia
- Okrožje Cowley, Kansas
- Okrožje Cowlitz, Washington
- Okrožje Craig, Oklahoma
- Okrožje Craig, Virginija
- Okrožje Craighead, Arkansas
- Okrožje Crane, Teksas
- Okrožje Craven, Severna Karolina
- Okrožje Crawford, Arkansas
- Okrožje Crawford, Georgia
- Okrožje Crawford, Illinois
- Okrožje Crawford, Indiana
- Okrožje Crawford, Iowa
- Okrožje Crawford, Kansas
- Okrožje Crawford, Michigan
- Okrožje Crawford, Missouri
- Okrožje Crawford, Ohio
- Okrožje Crawford, Pensilvanija
- Okrožje Crawford, Wisconsin
- Okrožje Creek, Oklahoma
- Okrožje Crenshaw, Alabama
- Okrožje Crisp, Georgia
- Okrožje Crittenden, Arkansas
- Okrožje Crittenden, Kentucky
- Okrožje Crockett, Tennessee
- Okrožje Crockett, Teksas
- Okrožje Crook, Oregon
- Okrožje Crook, Wyoming
- Okrožje Crosby, Teksas
- Okrožje Cross, Arkansas
- Okrožje Crow Wing, Minnesota
- Okrožje Crowley, Kolorado
- Okrožje Culberson, Teksas
- Okrožje Cullman, Alabama
- Okrožje Culpeper, Virginija
- Okrožje Cumberland, Illinois
- Okrožje Cumberland, Kentucky
- Okrožje Cumberland, Maine
- Okrožje Cumberland, New Jersey
- Okrožje Cumberland, Severna Karolina
- Okrožje Cumberland, Pensilvanija
- Okrožje Cumberland, Tennessee
- Okrožje Cumberland, Virginija
- Okrožje Cuming, Nebraska
- Okrožje Currituck, Severna Karolina
- Okrožje Curry, Nova Mehika
- Okrožje Curry, Oregon
- Okrožje Custer, Kolorado
- Okrožje Custer, Idaho
- Okrožje Custer, Montana
- Okrožje Custer, Nebraska
- Okrožje Custer, Oklahoma
- Okrožje Custer, Južna Dakota
- Okrožje Cuyahoga, Ohio

## D
- Okrožje Dade, Georgia
- Okrožje Dade, Missouri
- Okrožje Daggett, Utah
- Okrožje Dakota, Minnesota
- Okrožje Dakota, Nebraska
- Okrožje Dale, Alabama
- Okrožje Dallam, Teksas
- Okrožje Dallas, Alabama
- Okrožje Dallas, Arkansas
- Okrožje Dallas, Iowa
- Okrožje Dallas, Missouri
- Okrožje Dallas, Teksas
- Okrožje Dane, Wisconsin
- Okrožje Daniels, Montana
- Okrožje Dare, Severna Karolina
- Okrožje Darke, Ohio
- Okrožje Darlington, Južna Karolina
- Okrožje Dauphin, Pensilvanija
- Okrožje Davidson, Severna Karolina
- Okrožje Davidson, Tennessee
- Okrožje Davie, Severna Karolina
- Okrožje Daviess, Indiana
- Okrožje Daviess, Kentucky
- Okrožje Daviess, Missouri
- Okrožje Davis, Iowa
- Okrožje Davis, Utah
- Okrožje Davison, Južna Dakota
- Okrožje Dawes, Nebraska
- Okrožje Dawson, Georgia
- Okrožje Dawson, Montana
- Okrožje Dawson, Nebraska
- Okrožje Dawson, Teksas
- Okrožje Day, Južna Dakota
- Okrožje De Baca, Nova Mehika
- Okrožje De Kalb, Georgia
- Okrožje De Kalb, Indiana
- Okrožje DeKalb, Alabama
- Okrožje DeKalb, Illinois
- Okrožje DeKalb, Missouri
- Okrožje DeKalb, Tennessee
- Okrožje De Soto, Mississippi
- Okrožje De Soto Parish, Louisiana
- Okrožje DeSoto, Florida
- Okrožje De Witt, Illinois
- Okrožje DeWitt, Teksas
- Okrožje Deaf Smith, Teksas
- Okrožje Dearborn, Indiana
- Okrožje Decatur, Georgia
- Okrožje Decatur, Indiana
- Okrožje Decatur, Iowa
- Okrožje Decatur, Kansas
- Okrožje Decatur, Tennessee
- Okrožje Deer Lodge, Montana
- Okrožje Defiance, Ohio
- Okrožje Del Norte, Kalifornija
- Okrožje Delaware, Indiana
- Okrožje Delaware, Iowa
- Okrožje Delaware, New York
- Okrožje Delaware, Ohio
- Okrožje Delaware, Oklahoma
- Okrožje Delaware, Pensilvanija
- Okrožje Delta, Kolorado
- Okrožje Delta, Michigan
- Okrožje Delta, Teksas
- Okrožje Denali Borough, Aljaska
- Okrožje Dent, Missouri
- Okrožje Denton, Teksas
- Okrožje Denver, Kolorado
- Okrožje Des Moines, Iowa
- Okrožje Deschutes, Oregon
- Okrožje Desha, Arkansas
- Okrožje Deuel, Nebraska
- Okrožje Deuel, Južna Dakota
- Okrožje Dewey, Oklahoma
- Okrožje Dewey, Južna Dakota
- Okrožje Dickens, Teksas
- Okrožje Dickenson, Virginija
- Okrožje Dickey, Severna Dakota
- Okrožje Dickinson, Iowa
- Okrožje Dickinson, Kansas
- Okrožje Dickinson, Michigan
- Okrožje Dickson, Tennessee
- Okrožje Dillingham Census Area, Aljaska
- Okrožje Dillon, Južna Karolina
- Okrožje Dimmit, Teksas
- Okrožje Dinwiddie, Virginija
- District of Columbia, District of Columbia
- Okrožje Divide, Severna Dakota
- Okrožje Dixie, Florida
- Okrožje Dixon, Nebraska
- Okrožje Doddridge, Zahodna Virginija
- Okrožje Dodge, Georgia
- Okrožje Dodge, Minnesota
- Okrožje Dodge, Nebraska
- Okrožje Dodge, Wisconsin
- Okrožje Dolores, Kolorado
- Okrožje Doña Ana, Nova Mehika
- Okrožje Doniphan, Kansas
- Okrožje Donley, Teksas
- Okrožje Dooly, Georgia
- Okrožje Door, Wisconsin
- Okrožje Dorchester, Maryland
- Okrožje Dorchester, Južna Karolina
- Okrožje Dougherty, Georgia
- Okrožje Douglas, Kolorado
- Okrožje Douglas, Georgia
- Okrožje Douglas, Illinois
- Okrožje Douglas, Kansas
- Okrožje Douglas, Minnesota
- Okrožje Douglas, Missouri
- Okrožje Douglas, Nebraska
- Okrožje Douglas, Nevada
- Okrožje Douglas, Oregon
- Okrožje Douglas, Južna Dakota
- Okrožje Douglas, Washington
- Okrožje Douglas, Wisconsin
- Okrožje Drew, Arkansas
- Okrožje Du Page, Illinois
- Okrožje Dubois, Indiana
- Okrožje Dubuque, Iowa
- Okrožje Duchesne, Utah
- Okrožje Dukes, Massachusetts
- Okrožje Dundy, Nebraska
- Okrožje Dunklin, Missouri
- Okrožje Dunn, Severna Dakota
- Okrožje Dunn, Wisconsin
- Okrožje Duplin, Severna Karolina
- Okrožje Durham, Severna Karolina
- Okrožje Dutchess, New York
- Okrožje Duval, Florida
- Okrožje Duval, Teksas
- Okrožje Dyer, Tennessee

## E
- Okrožje Eagle, Kolorado
- Okrožje Early, Georgia
- Okrožje East Baton Rouge Parish, Louisiana
- Okrožje East Carroll Parish, Louisiana
- Okrožje East Feliciana Parish, Louisiana
- Okrožje Eastland, Teksas
- Okrožje Eaton, Michigan
- Okrožje Eau Claire, Wisconsin
- Okrožje Echols, Georgia
- Okrožje Ector, Teksas
- Okrožje Eddy, Nova Mehika
- Okrožje Eddy, Severna Dakota
- Okrožje Edgar, Illinois
- Okrožje Edgecombe, Severna Karolina
- Okrožje Edgefield, Južna Karolina
- Okrožje Edmonson, Kentucky
- Okrožje Edmunds, Južna Dakota
- Okrožje Edwards, Illinois
- Okrožje Edwards, Kansas
- Okrožje Edwards, Teksas
- Okrožje Effingham, Georgia
- Okrožje Effingham, Illinois
- Okrožje El Dorado, Kalifornija
- Okrožje El Paso, Kolorado
- Okrožje El Paso, Teksas
- Okrožje Elbert, Kolorado
- Okrožje Elbert, Georgia
- Okrožje Elk, Kansas
- Okrožje Elk, Pensilvanija
- Okrožje Elkhart, Indiana
- Okrožje Elko, Nevada
- Okrožje Elliott, Kentucky
- Okrožje Ellis, Kansas
- Okrožje Ellis, Oklahoma
- Okrožje Ellis, Teksas
- Okrožje Ellsworth, Kansas
- Okrožje Elmore, Alabama
- Okrožje Elmore, Idaho
- Okrožje Emanuel, Georgia
- Okrožje Emery, Utah
- Okrožje Emmet, Iowa
- Okrožje Emmet, Michigan
- Okrožje Emmons, Severna Dakota
- Okrožje Erath, Teksas
- Okrožje Erie, New York
- Okrožje Erie, Ohio
- Okrožje Erie, Pensilvanija
- Okrožje Escambia, Alabama
- Okrožje Escambia, Florida
- Okrožje Esmeralda, Nevada
- Okrožje Essex, Massachusetts
- Okrožje Essex, New Jersey
- Okrožje Essex, New York
- Okrožje Essex, Vermont
- Okrožje Essex, Virginija
- Okrožje Estill, Kentucky
- Okrožje Etowah, Alabama
- Okrožje Eureka, Nevada
- Okrožje Evangeline Parish, Louisiana
- Okrožje Evans, Georgia

## F
- Okrožje Fairbanks North Star Borough, Aljaska
- Okrožje Fairfax, Virginija
- Okrožje Fairfield, Connecticut
- Okrožje Fairfield, Ohio
- Okrožje Fairfield, Južna Karolina
- Okrožje Fall River, Južna Dakota
- Okrožje Fallon, Montana
- Okrožje Falls, Teksas
- Okrožje Fannin, Georgia
- Okrožje Fannin, Teksas
- Okrožje Faribault, Minnesota
- Okrožje Faulk, Južna Dakota
- Okrožje Faulkner, Arkansas
- Okrožje Fauquier, Virginija
- Okrožje Fayette, Alabama
- Okrožje Fayette, Georgia
- Okrožje Fayette, Illinois
- Okrožje Fayette, Indiana
- Okrožje Fayette, Iowa
- Okrožje Fayette, Kentucky
- Okrožje Fayette, Ohio
- Okrožje Fayette, Pensilvanija
- Okrožje Fayette, Tennessee
- Okrožje Fayette, Teksas
- Okrožje Fayette, Zahodna Virginija
- Okrožje Fentress, Tennessee
- Okrožje Fergus, Montana
- Okrožje Ferry, Washington
- Okrožje Fillmore, Minnesota
- Okrožje Fillmore, Nebraska
- Okrožje Finney, Kansas
- Okrožje Fisher, Teksas
- Okrožje Flagler, Florida
- Okrožje Flathead, Montana
- Okrožje Fleming, Kentucky
- Okrožje Florence, Južna Karolina
- Okrožje Florence, Wisconsin
- Okrožje Floyd, Georgia
- Okrožje Floyd, Indiana
- Okrožje Floyd, Iowa
- Okrožje Floyd, Kentucky
- Okrožje Floyd, Teksas
- Okrožje Floyd, Virginija
- Okrožje Fluvanna, Virginija
- Okrožje Foard, Teksas
- Okrožje Fond du Lac, Wisconsin
- Okrožje Ford, Illinois
- Okrožje Ford, Kansas
- Okrožje Forest, Pensilvanija
- Okrožje Forest, Wisconsin
- Okrožje Forrest, Mississippi
- Okrožje Forsyth, Georgia
- Okrožje Forsyth, Severna Karolina
- Okrožje Fort Bend, Teksas
- Okrožje Foster, Severna Dakota
- Okrožje Fountain, Indiana
- Okrožje Franklin, Alabama
- Okrožje Franklin, Arkansas
- Okrožje Franklin, Florida
- Okrožje Franklin, Georgia
- Okrožje Franklin, Idaho
- Okrožje Franklin, Illinois
- Okrožje Franklin, Indiana
- Okrožje Franklin, Iowa
- Okrožje Franklin, Kansas
- Okrožje Franklin, Kentucky
- Okrožje Franklin, Maine
- Okrožje Franklin, Massachusetts
- Okrožje Franklin, Mississippi
- Okrožje Franklin, Missouri
- Okrožje Franklin, Nebraska
- Okrožje Franklin, New York
- Okrožje Franklin, Severna Karolina
- Okrožje Franklin, Ohio
- Okrožje Franklin, Pensilvanija
- Okrožje Franklin, Tennessee
- Okrožje Franklin, Teksas
- Okrožje Franklin, Vermont
- Okrožje Franklin, Virginija
- Okrožje Franklin, Washington
- Okrožje Franklin Parish, Louisiana
- Okrožje Frederick, Maryland
- Okrožje Frederick, Virginija
- Okrožje Freeborn, Minnesota
- Okrožje Freestone, Teksas
- Okrožje Fremont, Kolorado
- Okrožje Fremont, Idaho
- Okrožje Fremont, Iowa
- Okrožje Fremont, Wyoming
- Okrožje Fresno, Kalifornija
- Okrožje Frio, Teksas
- Okrožje Frontier, Nebraska
- Okrožje Fulton, Arkansas
- Okrožje Fulton, Georgia
- Okrožje Fulton, Illinois
- Okrožje Fulton, Indiana
- Okrožje Fulton, Kentucky
- Okrožje Fulton, New York
- Okrožje Fulton, Ohio
- Okrožje Fulton, Pensilvanija
- Okrožje Furnas, Nebraska

## G
- Okrožje Gadsden, Florida
- Okrožje Gage, Nebraska
- Okrožje Gaines, Teksas
- Okrožje Gallatin, Illinois
- Okrožje Gallatin, Kentucky
- Okrožje Gallatin, Montana
- Okrožje Gallia, Ohio
- Okrožje Galveston, Teksas
- Okrožje Garden, Nebraska
- Okrožje Garfield, Kolorado
- Okrožje Garfield, Montana
- Okrožje Garfield, Nebraska
- Okrožje Garfield, Oklahoma
- Okrožje Garfield, Utah
- Okrožje Garfield, Washington
- Okrožje Garland, Arkansas
- Okrožje Garrard, Kentucky
- Okrožje Garrett, Maryland
- Okrožje Garvin, Oklahoma
- Okrožje Garza, Teksas
- Okrožje Gasconade, Missouri
- Okrožje Gaston, Severna Karolina
- Okrožje Gates, Severna Karolina
- Okrožje Geary, Kansas
- Okrožje Geauga, Ohio
- Okrožje Gem, Idaho
- Okrožje Genesee, Michigan
- Okrožje Genesee, New York
- Okrožje Geneva, Alabama
- Okrožje Gentry, Missouri
- Okrožje George, Mississippi
- Okrožje Georgetown, Južna Karolina
- Okrožje Gibson, Indiana
- Okrožje Gibson, Tennessee
- Okrožje Gila, Arizona
- Okrožje Gilchrist, Florida
- Okrožje Giles, Tennessee
- Okrožje Giles, Virginija
- Okrožje Gillespie, Teksas
- Okrožje Gilliam, Oregon
- Okrožje Gilmer, Georgia
- Okrožje Gilmer, Zahodna Virginija
- Okrožje Gilpin, Kolorado
- Okrožje Glacier, Montana
- Okrožje Glades, Florida
- Okrožje Gladwin, Michigan
- Okrožje Glascock, Georgia
- Okrožje Glasscock, Teksas
- Okrožje Glenn, Kalifornija
- Okrožje Gloucester, New Jersey
- Okrožje Gloucester, Virginija
- Okrožje Glynn, Georgia
- Okrožje Gogebic, Michigan
- Okrožje Golden Valley, Montana
- Okrožje Golden Valley, Severna Dakota
- Okrožje Goliad, Teksas
- Okrožje Gonzales, Teksas
- Okrožje Goochland, Virginija
- Okrožje Goodhue, Minnesota
- Okrožje Gooding, Idaho
- Okrožje Gordon, Georgia
- Okrožje Goshen, Wyoming
- Okrožje Gosper, Nebraska
- Okrožje Gove, Kansas
- Okrožje Grady, Georgia
- Okrožje Grady, Oklahoma
- Okrožje Grafton, New Hampshire
- Okrožje Graham, Arizona
- Okrožje Graham, Kansas
- Okrožje Graham, Severna Karolina
- Okrožje Grainger, Tennessee
- Okrožje Grand, Kolorado
- Okrožje Grand, Utah
- Okrožje Grand Forks, Severna Dakota
- Okrožje Grand Isle, Vermont
- Okrožje Grand Traverse, Michigan
- Okrožje Granite, Montana
- Okrožje Grant, Arkansas
- Okrožje Grant, Indiana
- Okrožje Grant, Kansas
- Okrožje Grant, Kentucky
- Okrožje Grant, Minnesota
- Okrožje Grant, Nebraska
- Okrožje Grant, Nova Mehika
- Okrožje Grant, Severna Dakota
- Okrožje Grant, Oklahoma
- Okrožje Grant, Oregon
- Okrožje Grant, Južna Dakota
- Okrožje Grant, Washington
- Okrožje Grant, Zahodna Virginija
- Okrožje Grant, Wisconsin
- Okrožje Grant Parish, Louisiana
- Okrožje Granville, Severna Karolina
- Okrožje Gratiot, Michigan
- Okrožje Graves, Kentucky
- Okrožje Gray, Kansas
- Okrožje Gray, Teksas
- Okrožje Grays Harbor, Washington
- Okrožje Grayson, Kentucky
- Okrožje Grayson, Teksas
- Okrožje Grayson, Virginija
- Okrožje Greeley, Kansas
- Okrožje Greeley, Nebraska
- Okrožje Green, Kentucky
- Okrožje Green, Wisconsin
- Okrožje Green Lake, Wisconsin
- Okrožje Greenbrier, Zahodna Virginija
- Okrožje Greene, Alabama
- Okrožje Greene, Arkansas
- Okrožje Greene, Georgia
- Okrožje Greene, Illinois
- Okrožje Greene, Indiana
- Okrožje Greene, Iowa
- Okrožje Greene, Mississippi
- Okrožje Greene, Missouri
- Okrožje Greene, New York
- Okrožje Greene, Severna Karolina
- Okrožje Greene, Ohio
- Okrožje Greene, Pensilvanija
- Okrožje Greene, Tennessee
- Okrožje Greene, Virginija
- Okrožje Greenlee, Arizona
- Okrožje Greensville, Virginija
- Okrožje Greenup, Kentucky
- Okrožje Greenville, Južna Karolina
- Okrožje Greenwood, Kansas
- Okrožje Greenwood, Južna Karolina
- Okrožje Greer, Oklahoma
- Okrožje Gregg, Teksas
- Okrožje Gregory, Južna Dakota
- Okrožje Grenada, Mississippi
- Okrožje Griggs, Severna Dakota
- Okrožje Grimes, Teksas
- Okrožje Grundy, Illinois
- Okrožje Grundy, Iowa
- Okrožje Grundy, Missouri
- Okrožje Grundy, Tennessee
- Okrožje Guadalupe, Nova Mehika
- Okrožje Guadalupe, Teksas
- Okrožje Guernsey, Ohio
- Okrožje Guilford, Severna Karolina
- Okrožje Gulf, Florida
- Okrožje Gunnison, Kolorado
- Okrožje Guthrie, Iowa
- Okrožje Gwinnett, Georgia

## H
- Okrožje Haakon, Južna Dakota
- Okrožje Habersham, Georgia
- Okrožje Haines Borough, Aljaska
- Okrožje Hale, Alabama
- Okrožje Hale, Teksas
- Okrožje Halifax, Severna Karolina
- Okrožje Halifax, Virginija
- Okrožje Hall, Georgia
- Okrožje Hall, Nebraska
- Okrožje Hall, Teksas
- Okrožje Hamblen, Tennessee
- Okrožje Hamilton, Florida
- Okrožje Hamilton, Illinois
- Okrožje Hamilton, Indiana
- Okrožje Hamilton, Iowa
- Okrožje Hamilton, Kansas
- Okrožje Hamilton, Nebraska
- Okrožje Hamilton, New York
- Okrožje Hamilton, Ohio
- Okrožje Hamilton, Tennessee
- Okrožje Hamilton, Teksas
- Okrožje Hamlin, Južna Dakota
- Okrožje Hampden, Massachusetts
- Okrožje Hampshire, Massachusetts
- Okrožje Hampshire, Zahodna Virginija
- Okrožje Hampton, Južna Karolina
- Okrožje Hancock, Georgia
- Okrožje Hancock, Illinois
- Okrožje Hancock, Indiana
- Okrožje Hancock, Iowa
- Okrožje Hancock, Kentucky
- Okrožje Hancock, Maine
- Okrožje Hancock, Mississippi
- Okrožje Hancock, Ohio
- Okrožje Hancock, Tennessee
- Okrožje Hancock, Zahodna Virginija
- Okrožje Hand, Južna Dakota
- Okrožje Hanover, Virginija
- Okrožje Hansford, Teksas
- Okrožje Hanson, Južna Dakota
- Okrožje Haralson, Georgia
- Okrožje Hardee, Florida
- Okrožje Hardeman, Tennessee
- Okrožje Hardeman, Teksas
- Okrožje Hardin, Illinois
- Okrožje Hardin, Iowa
- Okrožje Hardin, Kentucky
- Okrožje Hardin, Ohio
- Okrožje Hardin, Tennessee
- Okrožje Hardin, Teksas
- Okrožje Harding, Nova Mehika
- Okrožje Harding, Južna Dakota
- Okrožje Hardy, Zahodna Virginija
- Okrožje Harford, Maryland
- Okrožje Harlan, Kentucky
- Okrožje Harlan, Nebraska
- Okrožje Harmon, Oklahoma
- Okrožje Harnett, Severna Karolina
- Okrožje Harney, Oregon
- Okrožje Harper, Kansas
- Okrožje Harper, Oklahoma
- Okrožje Harris, Georgia
- Okrožje Harris, Teksas
- Okrožje Harrison, Indiana
- Okrožje Harrison, Iowa
- Okrožje Harrison, Kentucky
- Okrožje Harrison, Mississippi
- Okrožje Harrison, Missouri
- Okrožje Harrison, Ohio
- Okrožje Harrison, Teksas
- Okrožje Harrison, Zahodna Virginija
- Okrožje Hart, Georgia
- Okrožje Hart, Kentucky
- Okrožje Hartford, Connecticut
- Okrožje Hartley, Teksas
- Okrožje Harvey, Kansas
- Okrožje Haskell, Kansas
- Okrožje Haskell, Oklahoma
- Okrožje Haskell, Teksas
- Okrožje Havaji, Havaji
- Okrožje Hawkins, Tennessee
- Okrožje Hayes, Nebraska
- Okrožje Hays, Teksas
- Okrožje Haywood, Severna Karolina
- Okrožje Haywood, Tennessee
- Okrožje Heard, Georgia
- Okrožje Hemphill, Teksas
- Okrožje Hempstead, Arkansas
- Okrožje Henderson, Illinois
- Okrožje Henderson, Kentucky
- Okrožje Henderson, Severna Karolina
- Okrožje Henderson, Tennessee
- Okrožje Henderson, Teksas
- Okrožje Hendricks, Indiana
- Okrožje Hendry, Florida
- Okrožje Hennepin, Minnesota
- Okrožje Henrico, Virginija
- Okrožje Henry, Alabama
- Okrožje Henry, Georgia
- Okrožje Henry, Illinois
- Okrožje Henry, Indiana
- Okrožje Henry, Iowa
- Okrožje Henry, Kentucky
- Okrožje Henry, Missouri
- Okrožje Henry, Ohio
- Okrožje Henry, Tennessee
- Okrožje Henry, Virginija
- Okrožje Herkimer, New York
- Okrožje Hernando, Florida
- Okrožje Hertford, Severna Karolina
- Okrožje Hettinger, Severna Dakota
- Okrožje Hickman, Kentucky
- Okrožje Hickman, Tennessee
- Okrožje Hickory, Missouri
- Okrožje Hidalgo, Nova Mehika
- Okrožje Hidalgo, Teksas
- Okrožje Highland, Ohio
- Okrožje Highland, Virginija
- Okrožje Highlands, Florida
- Okrožje Hill, Montana
- Okrožje Hill, Teksas
- Okrožje Hillsborough, Florida
- Okrožje Hillsborough, New Hampshire
- Okrožje Hillsdale, Michigan
- Okrožje Hinds, Mississippi
- Okrožje Hinsdale, Kolorado
- Okrožje Hitchcock, Nebraska
- Okrožje Hocking, Ohio
- Okrožje Hockley, Teksas
- Okrožje Hodgeman, Kansas
- Okrožje Hoke, Severna Karolina
- Okrožje Holmes, Florida
- Okrožje Holmes, Mississippi
- Okrožje Holmes, Ohio
- Okrožje Holt, Missouri
- Okrožje Holt, Nebraska
- Honolulu, Havaji
- Okrožje Hood, Teksas
- Okrožje Hood River, Oregon
- Okrožje Hooker, Nebraska
- Okrožje Hopkins, Kentucky
- Okrožje Hopkins, Teksas
- Okrožje Horry, Južna Karolina
- Okrožje Hot Spring, Arkansas
- Okrožje Hot Springs, Wyoming
- Okrožje Houghton, Michigan
- Okrožje Houston, Alabama
- Okrožje Houston, Georgia
- Okrožje Houston, Minnesota
- Okrožje Houston, Tennessee
- Okrožje Houston, Teksas
- Okrožje Howard, Arkansas
- Okrožje Howard, Indiana
- Okrožje Howard, Iowa
- Okrožje Howard, Maryland
- Okrožje Howard, Missouri
- Okrožje Howard, Nebraska
- Okrožje Howard, Teksas
- Okrožje Howell, Missouri
- Okrožje Hubbard, Minnesota
- Okrožje Hudson, New Jersey
- Okrožje Hudspeth, Teksas
- Okrožje Huerfano, Kolorado
- Okrožje Hughes, Oklahoma
- Okrožje Hughes, Južna Dakota
- Okrožje Humboldt, Kalifornija
- Okrožje Humboldt, Iowa
- Okrožje Humboldt, Nevada
- Okrožje Humphreys, Mississippi
- Okrožje Humphreys, Tennessee
- Okrožje Hunt, Teksas
- Okrožje Hunterdon, New Jersey
- Okrožje Huntingdon, Pensilvanija
- Okrožje Huntington, Indiana
- Okrožje Huron, Michigan
- Okrožje Huron, Ohio
- Okrožje Hutchinson, Južna Dakota
- Okrožje Hutchinson, Teksas
- Okrožje Hyde, Severna Karolina
- Okrožje Hyde, Južna Dakota

## I
- Okrožje Iberia Parish, Louisiana
- Okrožje Iberville Parish, Louisiana
- Okrožje Ida, Iowa
- Okrožje Idaho, Idaho
- Okrožje Imperial, Kalifornija
- Okrožje Independence, Arkansas
- Okrožje Indian River, Florida
- Okrožje Indiana, Pensilvanija
- Okrožje Ingham, Michigan
- Okrožje Inyo, Kalifornija
- Okrožje Ionia, Michigan
- Okrožje Iosco, Michigan
- Okrožje Iowa, Iowa
- Okrožje Iowa, Wisconsin
- Okrožje Iredell, Severna Karolina
- Okrožje Irion, Teksas
- Okrožje Iron, Michigan
- Okrožje Iron, Missouri
- Okrožje Iron, Utah
- Okrožje Iron, Wisconsin
- Okrožje Iroquois, Illinois
- Okrožje Irwin, Georgia
- Okrožje Isabella, Michigan
- Okrožje Isanti, Minnesota
- Okrožje Island, Washington
- Okrožje Isle of Wight, Virginija
- Okrožje Issaquena, Mississippi
- Okrožje Itasca, Minnesota
- Okrožje Itawamba, Mississippi
- Okrožje Izard, Arkansas

## J
- Okrožje Jack, Teksas
- Okrožje Jackson, Alabama
- Okrožje Jackson, Arkansas
- Okrožje Jackson, Kolorado
- Okrožje Jackson, Florida
- Okrožje Jackson, Georgia
- Okrožje Jackson, Illinois
- Okrožje Jackson, Indiana
- Okrožje Jackson, Iowa
- Okrožje Jackson, Kansas
- Okrožje Jackson, Kentucky
- Okrožje Jackson, Michigan
- Okrožje Jackson, Minnesota
- Okrožje Jackson, Mississippi
- Okrožje Jackson, Missouri
- Okrožje Jackson, Severna Karolina
- Okrožje Jackson, Ohio
- Okrožje Jackson, Oklahoma
- Okrožje Jackson, Oregon
- Okrožje Jackson, Južna Dakota
- Okrožje Jackson, Tennessee
- Okrožje Jackson, Teksas
- Okrožje Jackson, Zahodna Virginija
- Okrožje Jackson, Wisconsin
- Okrožje Jackson Parish, Louisiana
- Okrožje James City, Virginija
- Okrožje Jasper, Georgia
- Okrožje Jasper, Illinois
- Okrožje Jasper, Indiana
- Okrožje Jasper, Iowa
- Okrožje Jasper, Mississippi
- Okrožje Jasper, Missouri
- Okrožje Jasper, Južna Karolina
- Okrožje Jasper, Teksas
- Okrožje Jay, Indiana
- Okrožje Jeff Davis, Georgia
- Okrožje Jeff Davis, Teksas
- Okrožje Jefferson, Alabama
- Okrožje Jefferson, Arkansas
- Okrožje Jefferson, Kolorado
- Okrožje Jefferson, Florida
- Okrožje Jefferson, Georgia
- Okrožje Jefferson, Idaho
- Okrožje Jefferson, Illinois
- Okrožje Jefferson, Indiana
- Okrožje Jefferson, Iowa
- Okrožje Jefferson, Kansas
- Okrožje Jefferson, Kentucky
- Okrožje Jefferson, Mississippi
- Okrožje Jefferson, Missouri
- Okrožje Jefferson, Montana
- Okrožje Jefferson, Nebraska
- Okrožje Jefferson, New York
- Okrožje Jefferson, Ohio
- Okrožje Jefferson, Oklahoma
- Okrožje Jefferson, Oregon
- Okrožje Jefferson, Pensilvanija
- Okrožje Jefferson, Tennessee
- Okrožje Jefferson, Teksas
- Okrožje Jefferson, Washington
- Okrožje Jefferson, Zahodna Virginija
- Okrožje Jefferson, Wisconsin
- Okrožje Jefferson Parish, Louisiana
- Okrožje Jefferson Davis, Mississippi
- Okrožje Jefferson Davis Parish, Louisiana
- Okrožje Jenkins, Georgia
- Okrožje Jennings, Indiana
- Okrožje Jerauld, Južna Dakota
- Okrožje Jerome, Idaho
- Okrožje Jersey, Illinois
- Okrožje Jessamine, Kentucky
- Okrožje Jewell, Kansas
- Okrožje Jim Hogg, Teksas
- Okrožje Jim Wells, Teksas
- Okrožje Jo Daviess, Illinois
- Okrožje Johnson, Arkansas
- Okrožje Johnson, Georgia
- Okrožje Johnson, Illinois
- Okrožje Johnson, Indiana
- Okrožje Johnson, Iowa
- Okrožje Johnson, Kansas
- Okrožje Johnson, Kentucky
- Okrožje Johnson, Missouri
- Okrožje Johnson, Nebraska
- Okrožje Johnson, Tennessee
- Okrožje Johnson, Teksas
- Okrožje Johnson, Wyoming
- Okrožje Johnston, Severna Karolina
- Okrožje Johnston, Oklahoma
- Okrožje Jones, Georgia
- Okrožje Jones, Iowa
- Okrožje Jones, Mississippi
- Okrožje Jones, Severna Karolina
- Okrožje Jones, Južna Dakota
- Okrožje Jones, Teksas
- Okrožje Josephine, Oregon
- Okrožje Juab, Utah
- Okrožje Judith Basin, Montana
- Okrožje Juneau, Wisconsin
- Okrožje Juneau City and Borough, Aljaska
- Okrožje Juniata, Pensilvanija

## K
- Okrožje Kalamazoo, Michigan
- Okrožje Kalawao, Havaji
- Okrožje Kalkaska, Michigan
- Okrožje Kanabec, Minnesota
- Okrožje Kanawha, Zahodna Virginija
- Okrožje Kandiyohi, Minnesota
- Okrožje Kane, Illinois
- Okrožje Kane, Utah
- Okrožje Kankakee, Illinois
- Okrožje Karnes, Teksas
- Okrožje Kauai, Havaji
- Okrožje Kaufman, Teksas
- Okrožje Kay, Oklahoma
- Okrožje Kearney, Nebraska
- Okrožje Kearny, Kansas
- Okrožje Keith, Nebraska
- Okrožje Kemper, Mississippi
- Okrožje Kenai Peninsula Borough, Aljaska
- Okrožje Kendall, Illinois
- Okrožje Kendall, Teksas
- Okrožje Kenedy, Teksas
- Okrožje Kennebec, Maine
- Okrožje Kenosha, Wisconsin
- Okrožje Kent, Delaware
- Okrožje Kent, Maryland
- Okrožje Kent, Michigan
- Okrožje Kent, Rhode Island
- Okrožje Kent, Teksas
- Okrožje Kenton, Kentucky
- Okrožje Keokuk, Iowa
- Okrožje Kern, Kalifornija
- Okrožje Kerr, Teksas
- Okrožje Kershaw, Južna Karolina
- Okrožje Ketchikan Gateway Borough, Aljaska
- Okrožje Kewaunee, Wisconsin
- Okrožje Keweenaw, Michigan
- Okrožje Keya Paha, Nebraska
- Okrožje Kidder, Severna Dakota
- Okrožje Kimball, Nebraska
- Okrožje Kimble, Teksas
- Okrožje King, Teksas
- Okrožje King, Washington
- Okrožje King George, Virginija
- Okrožje King William, Virginija
- Okrožje King and Queen, Virginija
- Okrožje Kingfisher, Oklahoma
- Okrožje Kingman, Kansas
- Okrožje Kings, Kalifornija
- Okrožje Kings, New York
- Okrožje Kingsbury, Južna Dakota
- Okrožje Kinney, Teksas
- Okrožje Kiowa, Kolorado
- Okrožje Kiowa, Kansas
- Okrožje Kiowa, Oklahoma
- Okrožje Kit Carson, Kolorado
- Okrožje Kitsap, Washington
- Okrožje Kittitas, Washington
- Okrožje Kittson, Minnesota
- Okrožje Klamath, Oregon
- Okrožje Kleberg, Teksas
- Okrožje Klickitat, Washington
- Okrožje Knott, Kentucky
- Okrožje Knox, Illinois
- Okrožje Knox, Indiana
- Okrožje Knox, Kentucky
- Okrožje Knox, Maine
- Okrožje Knox, Missouri
- Okrožje Knox, Nebraska
- Okrožje Knox, Ohio
- Okrožje Knox, Tennessee
- Okrožje Knox, Teksas
- Okrožje Kodiak Island Borough, Aljaska
- Okrožje Koochiching, Minnesota
- Okrožje Kootenai, Idaho
- Okrožje Kosciusko, Indiana
- Okrožje Kossuth, Iowa

## L
- Okrožje La Crosse, Wisconsin
- Okrožje La Moure, Severna Dakota
- Okrožje La Paz, Arizona
- Okrožje La Plata, Kolorado
- Okrožje La Porte, Indiana
- Okrožje LaSalle, Illinois
- Okrožje La Salle, Teksas
- Okrožje La Salle Parish, Louisiana
- Okrožje Labette, Kansas
- Okrožje Lac qui Parle, Minnesota
- Okrožje Lackawanna, Pensilvanija
- Okrožje Laclede, Missouri
- Okrožje Lafayette, Arkansas
- Okrožje Lafayette, Florida
- Okrožje Lafayette, Mississippi
- Okrožje Lafayette, Missouri
- Okrožje Lafayette, Wisconsin
- Okrožje Lafayette Parish, Louisiana
- Okrožje Lafourche Parish, Louisiana
- Okrožje Lagrange, Indiana
- Okrožje Lake, Kalifornija
- Okrožje Lake, Kolorado
- Okrožje Lake, Florida
- Okrožje Lake, Illinois
- Okrožje Lake, Indiana
- Okrožje Lake, Michigan
- Okrožje Lake, Minnesota
- Okrožje Lake, Montana
- Okrožje Lake, Ohio
- Okrožje Lake, Oregon
- Okrožje Lake, Južna Dakota
- Okrožje Lake, Tennessee
- Okrožje Lake and Peninsula Borough, Aljaska
- Okrožje Lake of the Woods, Minnesota
- Okrožje Lamar, Alabama
- Okrožje Lamar, Georgia
- Okrožje Lamar, Mississippi
- Okrožje Lamar, Teksas
- Okrožje Lamb, Teksas
- Okrožje Lamoille, Vermont
- Okrožje Lampasas, Teksas
- Okrožje Lancaster, Nebraska
- Okrožje Lancaster, Pensilvanija
- Okrožje Lancaster, Južna Karolina
- Okrožje Lancaster, Virginija
- Okrožje Lander, Nevada
- Okrožje Lane, Kansas
- Okrožje Lane, Oregon
- Okrožje Langlade, Wisconsin
- Okrožje Lanier, Georgia
- Okrožje Lapeer, Michigan
- Okrožje Laramie, Wyoming
- Okrožje Larimer, Kolorado
- Okrožje Larue, Kentucky
- Okrožje Las Animas, Kolorado
- Okrožje Lassen, Kalifornija
- Okrožje Latah, Idaho
- Okrožje Latimer, Oklahoma
- Okrožje Lauderdale, Alabama
- Okrožje Lauderdale, Mississippi
- Okrožje Lauderdale, Tennessee
- Okrožje Laurel, Kentucky
- Okrožje Laurens, Georgia
- Okrožje Laurens, Južna Karolina
- Okrožje Lavaca, Teksas
- Okrožje Lawrence, Alabama
- Okrožje Lawrence, Arkansas
- Okrožje Lawrence, Illinois
- Okrožje Lawrence, Indiana
- Okrožje Lawrence, Kentucky
- Okrožje Lawrence, Mississippi
- Okrožje Lawrence, Missouri
- Okrožje Lawrence, Ohio
- Okrožje Lawrence, Pensilvanija
- Okrožje Lawrence, Južna Dakota
- Okrožje Lawrence, Tennessee
- Okrožje Le Flore, Oklahoma
- Okrožje Le Sueur, Minnesota
- Okrožje Lea, Nova Mehika
- Okrožje Leake, Mississippi
- Okrožje Leavenworth, Kansas
- Okrožje Lebanon, Pensilvanija
- Okrožje Lee, Alabama
- Okrožje Lee, Arkansas
- Okrožje Lee, Florida
- Okrožje Lee, Georgia
- Okrožje Lee, Illinois
- Okrožje Lee, Iowa
- Okrožje Lee, Kentucky
- Okrožje Lee, Mississippi
- Okrožje Lee, Severna Karolina
- Okrožje Lee, Južna Karolina
- Okrožje Lee, Teksas
- Okrožje Lee, Virginija
- Okrožje Leelanau, Michigan
- Okrožje Leflore, Mississippi
- Okrožje Lehigh, Pensilvanija
- Okrožje Lemhi, Idaho
- Okrožje Lenawee, Michigan
- Okrožje Lenoir, Severna Karolina
- Okrožje Leon, Florida
- Okrožje Leon, Teksas
- Okrožje Leslie, Kentucky
- Okrožje Letcher, Kentucky
- Okrožje Levy, Florida
- Okrožje Lewis, Idaho
- Okrožje Lewis, Kentucky
- Okrožje Lewis, Missouri
- Okrožje Lewis, New York
- Okrožje Lewis, Tennessee
- Okrožje Lewis, Washington
- Okrožje Lewis, Zahodna Virginija
- Okrožje Lewis and Clark, Montana
- Okrožje Lexington, Južna Karolina
- Okrožje Liberty, Florida
- Okrožje Liberty, Georgia
- Okrožje Liberty, Montana
- Okrožje Liberty, Teksas
- Okrožje Licking, Ohio
- Okrožje Limestone, Alabama,
- Okrožje Limestone, Teksas
- Okrožje Lincoln, Arkansas
- Okrožje Lincoln, Kolorado
- Okrožje Lincoln, Georgia
- Okrožje Lincoln, Idaho
- Okrožje Lincoln, Kansas
- Okrožje Lincoln, Kentucky
- Okrožje Lincoln, Maine
- Okrožje Lincoln, Minnesota
- Okrožje Lincoln, Mississippi
- Okrožje Lincoln, Missouri
- Okrožje Lincoln, Montana
- Okrožje Lincoln, Nebraska
- Okrožje Lincoln, Nevada
- Okrožje Lincoln, Nova Mehika
- Okrožje Lincoln, Severna Karolina
- Okrožje Lincoln, Oklahoma
- Okrožje Lincoln, Oregon
- Okrožje Lincoln, Južna Dakota
- Okrožje Lincoln, Tennessee
- Okrožje Lincoln, Washington
- Okrožje Lincoln, Zahodna Virginija
- Okrožje Lincoln, Wisconsin
- Okrožje Lincoln, Wyoming
- Okrožje Lincoln Parish, Louisiana
- Okrožje Linn, Iowa
- Okrožje Linn, Kansas
- Okrožje Linn, Missouri
- Okrožje Linn, Oregon
- Okrožje Lipscomb, Teksas
- Okrožje Litchfield, Connecticut
- Okrožje Little River, Arkansas
- Okrožje Live Oak, Teksas
- Okrožje Livingston, Illinois
- Okrožje Livingston, Kentucky
- Okrožje Livingston, Michigan
- Okrožje Livingston, Missouri
- Okrožje Livingston, New York
- Okrožje Livingston Parish, Louisiana
- Okrožje Llano, Teksas
- Okrožje Logan, Arkansas
- Okrožje Logan, Kolorado
- Okrožje Logan, Illinois
- Okrožje Logan, Kansas
- Okrožje Logan, Kentucky
- Okrožje Logan, Nebraska
- Okrožje Logan, Severna Dakota
- Okrožje Logan, Ohio
- Okrožje Logan, Oklahoma
- Okrožje Logan, Zahodna Virginija
- Okrožje Long, Georgia
- Okrožje Lonoke, Arkansas
- Okrožje Lorain, Ohio
- Okrožje Los Alamos, Nova Mehika
- Okrožje Los Angeles, Kalifornija
- Okrožje Loudon, Tennessee
- Okrožje Loudoun, Virginija
- Okrožje Louisa, Iowa
- Okrožje Louisa, Virginija
- Okrožje Loup, Nebraska
- Okrožje Love, Oklahoma
- Okrožje Loving, Teksas
- Okrožje Lowndes, Alabama
- Okrožje Lowndes, Georgia
- Okrožje Lowndes, Mississippi
- Okrožje Lubbock, Teksas
- Okrožje Lucas, Iowa
- Okrožje Lucas, Ohio
- Okrožje Luce, Michigan
- Okrožje Lumpkin, Georgia
- Okrožje Luna, Nova Mehika
- Okrožje Lunenburg, Virginija
- Okrožje Luzerne, Pensilvanija
- Okrožje Lycoming, Pensilvanija
- Okrožje Lyman, Južna Dakota
- Okrožje Lynn, Teksas
- Okrožje Lyon, Iowa
- Okrožje Lyon, Kansas
- Okrožje Lyon, Kentucky
- Okrožje Lyon, Minnesota
- Okrožje Lyon, Nevada

## M
- Okrožje Mackinac, Michigan
- Okrožje Macomb, Michigan
- Okrožje Macon, Alabama
- Okrožje Macon, Georgia
- Okrožje Macon, Illinois
- Okrožje Macon, Missouri
- Okrožje Macon, Severna Karolina
- Okrožje Macon, Tennessee
- Okrožje Macoupin, Illinois
- Okrožje Madera, Kalifornija
- Okrožje Madison, Alabama
- Okrožje Madison, Arkansas
- Okrožje Madison, Florida
- Okrožje Madison, Georgia
- Okrožje Madison, Idaho
- Okrožje Madison, Illinois
- Okrožje Madison, Indiana
- Okrožje Madison, Iowa
- Okrožje Madison, Kentucky
- Okrožje Madison, Mississippi
- Okrožje Madison, Missouri
- Okrožje Madison, Montana
- Okrožje Madison, Nebraska
- Okrožje Madison, New York
- Okrožje Madison, Severna Karolina
- Okrožje Madison, Ohio
- Okrožje Madison, Tennessee
- Okrožje Madison, Teksas
- Okrožje Madison, Virginija
- Okrožje Madison Parish, Louisiana
- Okrožje Magoffin, Kentucky
- Okrožje Mahaska, Iowa
- Okrožje Mahnomen, Minnesota
- Okrožje Mahoning, Ohio
- Okrožje Major, Oklahoma
- Okrožje Malheur, Oregon
- Okrožje Manatee, Florida
- Okrožje Manistee, Michigan
- Okrožje Manitowoc, Wisconsin
- Okrožje Marathon, Wisconsin
- Okrožje Marengo, Alabama
- Okrožje Maricopa, Arizona
- Okrožje Maries, Missouri
- Okrožje Marin, Kalifornija
- Okrožje Marinette, Wisconsin
- Okrožje Marion, Alabama
- Okrožje Marion, Arkansas
- Okrožje Marion, Florida
- Okrožje Marion, Georgia
- Okrožje Marion, Illinois
- Okrožje Marion, Indiana
- Okrožje Marion, Iowa
- Okrožje Marion, Kansas
- Okrožje Marion, Kentucky
- Okrožje Marion, Mississippi
- Okrožje Marion, Missouri
- Okrožje Marion, Ohio
- Okrožje Marion, Oregon
- Okrožje Marion, Južna Karolina
- Okrožje Marion, Tennessee
- Okrožje Marion, Teksas
- Okrožje Marion, Zahodna Virginija
- Okrožje Mariposa, Kalifornija
- Okrožje Marlboro, Južna Karolina
- Okrožje Marquette, Michigan
- Okrožje Marquette, Wisconsin
- Okrožje Marshall, Alabama
- Okrožje Marshall, Illinois
- Okrožje Marshall, Indiana
- Okrožje Marshall, Iowa
- Okrožje Marshall, Kansas
- Okrožje Marshall, Kentucky
- Okrožje Marshall, Minnesota
- Okrožje Marshall, Mississippi
- Okrožje Marshall, Oklahoma
- Okrožje Marshall, Južna Dakota
- Okrožje Marshall, Tennessee
- Okrožje Marshall, Zahodna Virginija
- Okrožje Martin, Florida
- Okrožje Martin, Indiana
- Okrožje Martin, Kentucky
- Okrožje Martin, Minnesota
- Okrožje Martin, Severna Karolina
- Okrožje Martin, Teksas
- Okrožje Mason, Illinois
- Okrožje Mason, Kentucky
- Okrožje Mason, Michigan
- Okrožje Mason, Teksas
- Okrožje Mason, Washington
- Okrožje Mason, Zahodna Virginija
- Okrožje Massac, Illinois
- Okrožje Matagorda, Teksas
- Okrožje Matanuska-Susitna Borough, Aljaska
- Okrožje Mathews, Virginija
- Okrožje Maui, Havaji
- Okrožje Maury, Tennessee
- Okrožje Maverick, Teksas
- Okrožje Mayes, Oklahoma
- Okrožje McClain, Oklahoma
- Okrožje McCone, Montana
- Okrožje McCook, Južna Dakota
- Okrožje McCormick, Južna Karolina
- Okrožje McCracken, Kentucky
- Okrožje McCreary, Kentucky
- Okrožje McCulloch, Teksas
- Okrožje McCurtain, Oklahoma
- Okrožje McDonald, Missouri
- Okrožje McDonough, Illinois
- Okrožje McDowell, Severna Karolina
- Okrožje McDowell, Zahodna Virginija
- Okrožje McDuffie, Georgia
- Okrožje McHenry, Illinois
- Okrožje McHenry, Severna Dakota
- Okrožje McIntosh, Georgia
- Okrožje McIntosh, Severna Dakota
- Okrožje McIntosh, Oklahoma
- Okrožje McKean, Pensilvanija
- Okrožje McKenzie, Severna Dakota
- Okrožje McKinley, Nova Mehika
- Okrožje McLean, Illinois
- Okrožje McLean, Kentucky
- Okrožje McLean, Severna Dakota
- Okrožje McLennan, Teksas
- Okrožje McLeod, Minnesota
- Okrožje McMinn, Tennessee
- Okrožje McMullen, Teksas
- Okrožje McNairy, Tennessee
- Okrožje McPherson, Kansas
- Okrožje McPherson, Nebraska
- Okrožje McPherson, Južna Dakota
- Okrožje Meade, Kansas
- Okrožje Meade, Kentucky
- Okrožje Meade, Južna Dakota
- Okrožje Meagher, Montana
- Okrožje Mecklenburg, Severna Karolina
- Okrožje Mecklenburg, Virginija
- Okrožje Mecosta, Michigan
- Okrožje Medina, Ohio
- Okrožje Medina, Teksas
- Okrožje Meeker, Minnesota
- Okrožje Meigs, Ohio
- Okrožje Meigs, Tennessee
- Okrožje Mellette, Južna Dakota
- Okrožje Menard, Illinois
- Okrožje Menard, Teksas
- Okrožje Mendocino, Kalifornija
- Okrožje Menifee, Kentucky
- Okrožje Menominee, Michigan
- Okrožje Menominee, Wisconsin
- Okrožje Merced, Kalifornija
- Okrožje Mercer, Illinois
- Okrožje Mercer, Kentucky
- Okrožje Mercer, Missouri
- Okrožje Mercer, New Jersey
- Okrožje Mercer, Severna Dakota
- Okrožje Mercer, Ohio
- Okrožje Mercer, Pensilvanija
- Okrožje Mercer, Zahodna Virginija
- Okrožje Meriwether, Georgia
- Okrožje Merrick, Nebraska
- Okrožje Merrimack, New Hampshire
- Okrožje Mesa, Kolorado
- Okrožje Metcalfe, Kentucky
- Okrožje Miami, Indiana
- Okrožje Miami, Kansas
- Okrožje Miami, Ohio
- Okrožje Miami-Dade, Florida
- Okrožje Middlesex, Connecticut
- Okrožje Middlesex, Massachusetts
- Okrožje Middlesex, New Jersey
- Okrožje Middlesex, Virginija
- Okrožje Midland, Michigan
- Okrožje Midland, Teksas
- Okrožje Mifflin, Pensilvanija
- Okrožje Milam, Teksas
- Okrožje Millard, Utah
- Okrožje Mille Lacs, Minnesota
- Okrožje Miller, Arkansas
- Okrožje Miller, Georgia
- Okrožje Miller, Missouri
- Okrožje Mills, Iowa
- Okrožje Mills, Teksas
- Okrožje Milwaukee, Wisconsin
- Okrožje Miner, Južna Dakota
- Okrožje Mineral, Kolorado
- Okrožje Mineral, Montana
- Okrožje Mineral, Nevada
- Okrožje Mineral, Zahodna Virginija
- Okrožje Mingo, Zahodna Virginija
- Okrožje Minidoka, Idaho
- Okrožje Minnehaha, Južna Dakota
- Okrožje Missaukee, Michigan
- Okrožje Mississippi, Arkansas
- Okrožje Mississippi, Missouri
- Okrožje Missoula, Montana
- Okrožje Mitchell, Georgia
- Okrožje Mitchell, Iowa
- Okrožje Mitchell, Kansas
- Okrožje Mitchell, Severna Karolina
- Okrožje Mitchell, Teksas
- Okrožje Mobile, Alabama
- Okrožje Modoc, Kalifornija
- Okrožje Moffat, Kolorado
- Okrožje Mohave, Arizona
- Okrožje Moniteau, Missouri
- Okrožje Monmouth, New Jersey
- Okrožje Mono, Kalifornija
- Okrožje Monona, Iowa
- Okrožje Monongalia, Zahodna Virginija
- Okrožje Monroe, Alabama
- Okrožje Monroe, Arkansas
- Okrožje Monroe, Florida
- Okrožje Monroe, Georgia
- Okrožje Monroe, Illinois
- Okrožje Monroe, Indiana
- Okrožje Monroe, Iowa
- Okrožje Monroe, Kentucky
- Okrožje Monroe, Michigan
- Okrožje Monroe, Mississippi
- Okrožje Monroe, Missouri
- Okrožje Monroe, New York
- Okrožje Monroe, Ohio
- Okrožje Monroe, Pensilvanija
- Okrožje Monroe, Tennessee
- Okrožje Monroe, Zahodna Virginija
- Okrožje Monroe, Wisconsin
- Okrožje Montague, Teksas
- Okrožje Montcalm, Michigan
- Okrožje Monterey, Kalifornija
- Okrožje Montezuma, Kolorado
- Okrožje Montgomery, Alabama
- Okrožje Montgomery, Arkansas
- Okrožje Montgomery, Georgia
- Okrožje Montgomery, Illinois
- Okrožje Montgomery, Indiana
- Okrožje Montgomery, Iowa
- Okrožje Montgomery, Kansas
- Okrožje Montgomery, Kentucky
- Okrožje Montgomery, Maryland
- Okrožje Montgomery, Mississippi
- Okrožje Montgomery, Missouri
- Okrožje Montgomery, New York
- Okrožje Montgomery, Severna Karolina
- Okrožje Montgomery, Ohio
- Okrožje Montgomery, Pensilvanija
- Okrožje Montgomery, Tennessee
- Okrožje Montgomery, Teksas
- Okrožje Montgomery, Virginija
- Okrožje Montmorency, Michigan
- Okrožje Montour, Pensilvanija
- Okrožje Montrose, Kolorado
- Okrožje Moody, Južna Dakota
- Okrožje Moore, Severna Karolina
- Okrožje Moore, Tennessee
- Okrožje Moore, Teksas
- Okrožje Mora, Nova Mehika
- Okrožje Morehouse Parish, Louisiana
- Okrožje Morgan, Alabama
- Okrožje Morgan, Kolorado
- Okrožje Morgan, Georgia
- Okrožje Morgan, Illinois
- Okrožje Morgan, Indiana
- Okrožje Morgan, Kentucky
- Okrožje Morgan, Missouri
- Okrožje Morgan, Ohio
- Okrožje Morgan, Tennessee
- Okrožje Morgan, Utah
- Okrožje Morgan, Zahodna Virginija
- Okrožje Morrill, Nebraska
- Okrožje Morris, Kansas
- Okrožje Morris, New Jersey
- Okrožje Morris, Teksas
- Okrožje Morrison, Minnesota
- Okrožje Morrow, Ohio
- Okrožje Morrow, Oregon
- Okrožje Morton, Kansas
- Okrožje Morton, Severna Dakota
- Okrožje Motley, Teksas
- Okrožje Moultrie, Illinois
- Okrožje Mountrail, Severna Dakota
- Okrožje Mower, Minnesota
- Okrožje Muhlenberg, Kentucky
- Okrožje Multnomah, Oregon
- Okrožje Murray, Georgia
- Okrožje Murray, Minnesota
- Okrožje Murray, Oklahoma
- Okrožje Muscatine, Iowa
- Okrožje Muscogee, Georgia
- Okrožje Muskegon, Michigan
- Okrožje Muskingum, Ohio
- Okrožje Muskogee, Oklahoma
- Okrožje Musselshell, Montana

## N
- Okrožje Nacogdoches, Teksas
- Okrožje Nance, Nebraska
- Okrožje Nantucket, Massachusetts
- Okrožje Napa, Kalifornija
- Okrožje Nash, Severna Karolina
- Okrožje Nassau, Florida
- Okrožje Nassau, New York
- Okrožje Natchitoches Parish, Louisiana
- Okrožje Natrona, Wyoming
- Okrožje Navajo, Arizona
- Okrožje Navarro, Teksas
- Okrožje Nelson, Kentucky
- Okrožje Nelson, Severna Dakota
- Okrožje Nelson, Virginija
- Okrožje Nemaha, Kansas
- Okrožje Nemaha, Nebraska
- Okrožje Neosho, Kansas
- Okrožje Neshoba, Mississippi
- Okrožje Ness, Kansas
- Okrožje Nevada, Arkansas
- Okrožje Nevada, Kalifornija
- Okrožje New Castle, Delaware
- Okrožje New Hanover, Severna Karolina
- Okrožje New Haven, Connecticut
- Okrožje New Kent, Virginija
- Okrožje New London, Connecticut
- Okrožje New Madrid, Missouri
- Okrožje New York, New York
- Okrožje Newaygo, Michigan
- Okrožje Newberry, Južna Karolina
- Okrožje Newport, Rhode Island
- Okrožje Newton, Arkansas
- Okrožje Newton, Georgia
- Okrožje Newton, Indiana
- Okrožje Newton, Mississippi
- Okrožje Newton, Missouri
- Okrožje Newton, Teksas
- Okrožje Nez Perce, Idaho
- Okrožje Niagara, New York
- Okrožje Nicholas, Kentucky
- Okrožje Nicholas, Zahodna Virginija
- Okrožje Nicollet, Minnesota
- Okrožje Niobrara, Wyoming
- Okrožje Noble, Indiana
- Okrožje Noble, Ohio
- Okrožje Noble, Oklahoma
- Okrožje Nobles, Minnesota
- Okrožje Nodaway, Missouri
- Okrožje Nolan, Teksas
- Okrožje Nome Census Area, Aljaska
- Okrožje Norfolk, Massachusetts
- Okrožje Norman, Minnesota
- Okrožje North Slope Borough, Aljaska
- Okrožje Northampton, Severna Karolina
- Okrožje Northampton, Pensilvanija
- Okrožje Northampton, Virginija
- Okrožje Northumberland, Pensilvanija
- Okrožje Northumberland, Virginija
- Okrožje Northwest Arctic Borough, Aljaska
- Okrožje Norton, Kansas
- Okrožje Nottoway, Virginija
- Okrožje Nowata, Oklahoma
- Okrožje Noxubee, Mississippi
- Okrožje Nuckolls, Nebraska
- Okrožje Nueces, Teksas
- Okrožje Nye, Nevada

## O
- Okrožje O'Brien, Iowa
- Okrožje Oakland, Michigan
- Okrožje Obion, Tennessee
- Okrožje Ocean, New Jersey
- Okrožje Oceana, Michigan
- Okrožje Ochiltree, Teksas
- Okrožje Oconee, Georgia
- Okrožje Oconee, Južna Karolina
- Okrožje Oconto, Wisconsin
- Okrožje Ogemaw, Michigan
- Okrožje Ogle, Illinois
- Okrožje Oglethorpe, Georgia
- Okrožje Ohio, Indiana
- Okrožje Ohio, Kentucky
- Okrožje Ohio, Zahodna Virginija
- Okrožje Okaloosa, Florida
- Okrožje Okanogan, Washington
- Okrožje Okeechobee, Florida
- Okrožje Okfuskee, Oklahoma
- Okrožje Oklahoma, Oklahoma
- Okrožje Okmulgee, Oklahoma
- Okrožje Oktibbeha, Mississippi
- Okrožje Oldham, Kentucky
- Okrožje Oldham, Teksas
- Okrožje Oliver, Severna Dakota
- Okrožje Olmsted, Minnesota
- Okrožje Oneida, Idaho
- Okrožje Oneida, New York
- Okrožje Oneida, Wisconsin
- Okrožje Onondaga, New York
- Okrožje Onslow, Severna Karolina
- Okrožje Ontario, New York
- Okrožje Ontonagon, Michigan
- Okrožje Orange, Kalifornija
- Okrožje Orange, Florida
- Okrožje Orange, Indiana
- Okrožje Orange, New York
- Okrožje Orange, Severna Karolina
- Okrožje Orange, Teksas
- Okrožje Orange, Vermont
- Okrožje Orange, Virginija
- Okrožje Orangeburg, Južna Karolina
- Okrožje Oregon, Missouri
- Okrožje Orleans, New York
- Okrožje Orleans, Vermont
- Okrožje Orleans Parish, Louisiana
- Okrožje Osage, Kansas
- Okrožje Osage, Missouri
- Okrožje Osage, Oklahoma
- Okrožje Osborne, Kansas
- Okrožje Osceola, Florida
- Okrožje Osceola, Iowa
- Okrožje Osceola, Michigan
- Okrožje Oscoda, Michigan
- Okrožje Oswego, New York
- Okrožje Otero, Kolorado
- Okrožje Otero, Nova Mehika
- Okrožje Otoe, Nebraska
- Okrožje Otsego, Michigan
- Okrožje Otsego, New York
- Okrožje Ottawa, Kansas
- Okrožje Ottawa, Michigan
- Okrožje Ottawa, Ohio
- Okrožje Ottawa, Oklahoma
- Okrožje Otter Tail, Minnesota
- Okrožje Ouachita, Arkansas
- Okrožje Ouachita Parish, Louisiana
- Okrožje Ouray, Kolorado
- Okrožje Outagamie, Wisconsin
- Okrožje Overton, Tennessee
- Okrožje Owen, Indiana
- Okrožje Owen, Kentucky
- Okrožje Owsley, Kentucky
- Okrožje Owyhee, Idaho
- Okrožje Oxford, Maine
- Okrožje Ozark, Missouri
- Okrožje Ozaukee, Wisconsin

## P
- Okrožje Pacific, Washington
- Okrožje Page, Iowa
- Okrožje Page, Virginija
- Okrožje Palm Beach, Florida
- Okrožje Palo Alto, Iowa
- Okrožje Palo Pinto, Teksas
- Okrožje Pamlico, Severna Karolina
- Okrožje Panola, Mississippi
- Okrožje Panola, Teksas
- Okrožje Park, Kolorado
- Okrožje Park, Montana
- Okrožje Park, Wyoming
- Okrožje Parke, Indiana
- Okrožje Parker, Teksas
- Okrožje Parmer, Teksas
- Okrožje Pasco, Florida
- Okrožje Pasquotank, Severna Karolina
- Okrožje Passaic, New Jersey
- Okrožje Patrick, Virginija
- Okrožje Paulding, Georgia
- Okrožje Paulding, Ohio
- Okrožje Pawnee, Kansas
- Okrožje Pawnee, Nebraska
- Okrožje Pawnee, Oklahoma
- Okrožje Payette, Idaho
- Okrožje Payne, Oklahoma
- Okrožje Peach, Georgia
- Okrožje Pearl River, Mississippi
- Okrožje Pecos, Teksas
- Okrožje Pembina, Severna Dakota
- Okrožje Pemiscot, Missouri
- Okrožje Pend Oreille, Washington
- Okrožje Pender, Severna Karolina
- Okrožje Pendleton, Kentucky
- Okrožje Pendleton, Zahodna Virginija
- Okrožje Pennington, Minnesota
- Okrožje Pennington, Južna Dakota
- Okrožje Penobscot, Maine
- Okrožje Peoria, Illinois
- Okrožje Pepin, Wisconsin
- Okrožje Perkins, Nebraska
- Okrožje Perkins, Južna Dakota
- Okrožje Perquimans, Severna Karolina
- Okrožje Perry, Alabama
- Okrožje Perry, Arkansas
- Okrožje Perry, Illinois
- Okrožje Perry, Indiana
- Okrožje Perry, Kentucky
- Okrožje Perry, Mississippi
- Okrožje Perry, Missouri
- Okrožje Perry, Ohio
- Okrožje Perry, Pensilvanija
- Okrožje Perry, Tennessee
- Okrožje Pershing, Nevada
- Okrožje Person, Severna Karolina
- Okrožje Petroleum, Montana
- Okrožje Pettis, Missouri
- Okrožje Phelps, Missouri
- Okrožje Phelps, Nebraska
- Okrožje Philadelphia, Pensilvanija
- Okrožje Phillips, Arkansas
- Okrožje Phillips, Kolorado
- Okrožje Phillips, Kansas
- Okrožje Phillips, Montana
- Okrožje Piatt, Illinois
- Okrožje Pickaway, Ohio
- Okrožje Pickens, Alabama
- Okrožje Pickens, Georgia
- Okrožje Pickens, Južna Karolina
- Okrožje Pickett, Tennessee
- Okrožje Pierce, Georgia
- Okrožje Pierce, Nebraska
- Okrožje Pierce, Severna Dakota
- Okrožje Pierce, Washington
- Okrožje Pierce, Wisconsin
- Okrožje Pike, Alabama
- Okrožje Pike, Arkansas
- Okrožje Pike, Georgia
- Okrožje Pike, Illinois
- Okrožje Pike, Indiana
- Okrožje Pike, Kentucky
- Okrožje Pike, Mississippi
- Okrožje Pike, Missouri
- Okrožje Pike, Ohio
- Okrožje Pike, Pensilvanija
- Okrožje Pima, Arizona
- Okrožje Pinal, Arizona
- Okrožje Pine, Minnesota
- Okrožje Pinellas, Florida
- Okrožje Pipestone, Minnesota
- Okrožje Piscataquis, Maine
- Okrožje Pitkin, Kolorado
- Okrožje Pitt, Severna Karolina
- Okrožje Pittsburg, Oklahoma
- Okrožje Pittsylvania, Virginija
- Okrožje Piute, Utah
- Okrožje Placer, Kalifornija
- Okrožje Plaquemines Parish, Louisiana
- Okrožje Platte, Missouri
- Okrožje Platte, Nebraska,
- Okrožje Platte, Wyoming
- Okrožje Pleasants, Zahodna Virginija
- Okrožje Plumas, Kalifornija
- Okrožje Plymouth, Iowa
- Okrožje Plymouth, Massachusetts
- Okrožje Pocahontas, Iowa
- Okrožje Pocahontas, Zahodna Virginija
- Okrožje Poinsett, Arkansas
- Okrožje Pointe Coupee Parish, Louisiana
- Okrožje Polk, Arkansas
- Okrožje Polk, Florida
- Okrožje Polk, Georgia
- Okrožje Polk, Iowa
- Okrožje Polk, Minnesota
- Okrožje Polk, Missouri
- Okrožje Polk, Nebraska
- Okrožje Polk, Severna Karolina
- Okrožje Polk, Oregon
- Okrožje Polk, Tennessee
- Okrožje Polk, Teksas
- Okrožje Polk, Wisconsin
- Okrožje Pondera, Montana
- Okrožje Pontotoc, Mississippi
- Okrožje Pontotoc, Oklahoma
- Okrožje Pope, Arkansas
- Okrožje Pope, Illinois
- Okrožje Pope, Minnesota
- Okrožje Portage, Ohio
- Okrožje Portage, Wisconsin
- Okrožje Porter, Indiana
- Okrožje Posey, Indiana
- Okrožje Pottawatomie, Kansas
- Okrožje Pottawatomie, Oklahoma
- Okrožje Pottawattamie, Iowa
- Okrožje Potter, Pensilvanija
- Okrožje Potter, Južna Dakota
- Okrožje Potter, Teksas
- Okrožje Powder River, Montana
- Okrožje Powell, Kentucky
- Okrožje Powell, Montana
- Okrožje Power, Idaho
- Okrožje Poweshiek, Iowa
- Okrožje Powhatan, Virginija
- Okrožje Prairie, Arkansas
- Okrožje Prairie, Montana
- Okrožje Pratt, Kansas
- Okrožje Preble, Ohio
- Okrožje Prentiss, Mississippi
- Okrožje Presidio, Teksas
- Okrožje Presque Isle, Michigan
- Okrožje Preston, Zahodna Virginija
- Okrožje Price, Wisconsin
- Okrožje Prince Edward, Virginija
- Okrožje Prince George, Virginija
- Okrožje Prince George's, Maryland
- Okrožje Prince William, Virginija
- Okrožje Prince of Wales-Outer Ketchikan Census Area, Aljaska
- Okrožje Providence, Rhode Island
- Okrožje Prowers, Kolorado
- Okrožje Pueblo, Kolorado
- Okrožje Pulaski, Arkansas
- Okrožje Pulaski, Georgia
- Okrožje Pulaski, Illinois
- Okrožje Pulaski, Indiana
- Okrožje Pulaski, Kentucky
- Okrožje Pulaski, Missouri
- Okrožje Pulaski, Virginija
- Okrožje Pushmataha, Oklahoma
- Okrožje Putnam, Florida
- Okrožje Putnam, Georgia
- Okrožje Putnam, Illinois
- Okrožje Putnam, Indiana
- Okrožje Putnam, Missouri
- Okrožje Putnam, New York
- Okrožje Putnam, Ohio
- Okrožje Putnam, Tennessee
- Okrožje Putnam, Zahodna Virginija

## Q
- Okrožje Quay, Nova Mehika
- Okrožje Queen Anne's, Maryland
- Okrožje Queens, New York
- Okrožje Quitman, Georgia
- Okrožje Quitman, Mississippi

## R
- Okrožje Rabun, Georgia
- Okrožje Racine, Wisconsin
- Okrožje Rains, Teksas
- Okrožje Raleigh, Zahodna Virginija
- Okrožje Ralls, Missouri
- Okrožje Ramsey, Minnesota
- Okrožje Ramsey, Severna Dakota
- Okrožje Randall, Teksas
- Okrožje Randolph, Alabama
- Okrožje Randolph, Arkansas
- Okrožje Randolph, Georgia
- Okrožje Randolph, Illinois
- Okrožje Randolph, Indiana
- Okrožje Randolph, Missouri
- Okrožje Randolph, Severna Karolina
- Okrožje Randolph, Zahodna Virginija
- Okrožje Rankin, Mississippi
- Okrožje Ransom, Severna Dakota
- Okrožje Rapides Parish, Louisiana
- Okrožje Rappahannock, Virginija
- Okrožje Ravalli, Montana
- Okrožje Rawlins, Kansas
- Okrožje Ray, Missouri
- Okrožje Reagan, Teksas
- Okrožje Real, Teksas
- Okrožje Red Lake, Minnesota
- Okrožje Red River, Teksas
- Okrožje Red River Parish, Louisiana
- Okrožje Red Willow, Nebraska
- Okrožje Redwood, Minnesota
- Okrožje Reeves, Teksas
- Okrožje Refugio, Teksas
- Okrožje Reno, Kansas
- Okrožje Rensselaer, New York
- Okrožje Renville, Minnesota
- Okrožje Renville, Severna Dakota
- Okrožje Republic, Kansas
- Okrožje Reynolds, Missouri
- Okrožje Rhea, Tennessee
- Okrožje Rice, Kansas
- Okrožje Rice, Minnesota
- Okrožje Rich, Utah
- Okrožje Richardson, Nebraska
- Okrožje Richland, Illinois
- Okrožje Richland, Montana
- Okrožje Richland, Severna Dakota
- Okrožje Richland, Ohio
- Okrožje Richland, Južna Karolina
- Okrožje Richland, Wisconsin
- Okrožje Richland Parish, Louisiana
- Okrožje Richmond, Georgia
- Okrožje Richmond, New York
- Okrožje Richmond, Severna Karolina
- Okrožje Richmond, Virginija
- Okrožje Riley, Kansas
- Okrožje Ringgold, Iowa
- Okrožje Rio Arriba, Nova Mehika
- Okrožje Rio Blanco, Kolorado
- Okrožje Rio Grande, Kolorado
- Okrožje Ripley, Indiana
- Okrožje Ripley, Missouri
- Okrožje Ritchie, Zahodna Virginija
- Okrožje Riverside, Kalifornija
- Okrožje Roane, Tennessee
- Okrožje Roane, Zahodna Virginija
- Okrožje Roanoke, Virginija
- Okrožje Roberts, Južna Dakota
- Okrožje Roberts, Teksas
- Okrožje Robertson, Kentucky
- Okrožje Robertson, Tennessee
- Okrožje Robertson, Teksas
- Okrožje Robeson, Severna Karolina
- Okrožje Rock, Minnesota
- Okrožje Rock, Nebraska
- Okrožje Rock, Wisconsin
- Okrožje Rock Island, Illinois
- Okrožje Rockbridge, Virginija
- Okrožje Rockcastle, Kentucky
- Okrožje Rockdale, Georgia
- Okrožje Rockingham, New Hampshire
- Okrožje Rockingham, Severna Karolina
- Okrožje Rockingham, Virginija
- Okrožje Rockland, New York
- Okrožje Rockwall, Teksas
- Okrožje Roger Mills, Oklahoma
- Okrožje Rogers, Oklahoma
- Okrožje Rolette, Severna Dakota
- Okrožje Rooks, Kansas
- Okrožje Roosevelt, Montana
- Okrožje Roosevelt, Nova Mehika
- Okrožje Roscommon, Michigan
- Okrožje Roseau, Minnesota
- Okrožje Rosebud, Montana
- Okrožje Ross, Ohio
- Okrožje Routt, Kolorado
- Okrožje Rowan, Kentucky
- Okrožje Rowan, Severna Karolina
- Okrožje Runnels, Teksas
- Okrožje Rush, Indiana
- Okrožje Rush, Kansas
- Okrožje Rusk, Teksas
- Okrožje Rusk, Wisconsin
- Okrožje Russell, Alabama
- Okrožje Russell, Kansas
- Okrožje Russell, Kentucky
- Okrožje Russell, Virginija
- Okrožje Rutherford, Severna Karolina
- Okrožje Rutherford, Tennessee
- Okrožje Rutland, Vermont

## S
- Okrožje Sabine, Teksas
- Okrožje Sabine Parish, Louisiana
- Okrožje Sac, Iowa
- Okrožje Sacramento, Kalifornija
- Okrožje Sagadahoc, Maine
- Okrožje Saginaw, Michigan
- Okrožje Saguache, Kolorado
- Okrožje Salem, New Jersey
- Okrožje Saline, Arkansas
- Okrožje Saline, Illinois
- Okrožje Saline, Kansas
- Okrožje Saline, Missouri
- Okrožje Saline, Nebraska
- Okrožje Salt Lake, Utah
- Okrožje Saluda, Južna Karolina
- Okrožje Sampson, Severna Karolina
- Okrožje San Augustine, Teksas
- Okrožje San Benito, Kalifornija
- Okrožje San Bernardino, Kalifornija
- Okrožje San Diego, Kalifornija
- Okrožje San Francisco, Kalifornija
- Okrožje San Jacinto, Teksas
- Okrožje San Joaquin, Kalifornija
- Okrožje San Juan, Kolorado
- Okrožje San Juan, Nova Mehika
- Okrožje San Juan, Utah
- Okrožje San Juan, Washington
- Okrožje San Luis Obispo, Kalifornija
- Okrožje San Mateo, Kalifornija
- Okrožje San Miguel, Kolorado
- Okrožje San Miguel, Nova Mehika
- Okrožje San Patricio, Teksas
- Okrožje San Saba, Teksas
- Okrožje Sanborn, Južna Dakota
- Okrožje Sanders, Montana
- Okrožje Sandoval, Nova Mehika
- Okrožje Sandusky, Ohio
- Okrožje Sangamon, Illinois
- Okrožje Sanilac, Michigan
- Okrožje Sanpete, Utah
- Okrožje Santa Barbara, Kalifornija
- Okrožje Santa Clara, Kalifornija
- Okrožje Santa Cruz, Arizona
- Okrožje Santa Cruz, Kalifornija
- Okrožje Santa Fe, Nova Mehika
- Okrožje Santa Rosa, Florida
- Okrožje Sarasota, Florida
- Okrožje Saratoga, New York
- Okrožje Sargent, Severna Dakota
- Okrožje Sarpy, Nebraska
- Okrožje Sauk, Wisconsin
- Okrožje Saunders, Nebraska
- Okrožje Sawyer, Wisconsin
- Okrožje Schenectady, New York
- Okrožje Schleicher, Teksas
- Okrožje Schley, Georgia
- Okrožje Schoharie, New York
- Okrožje Schoolcraft, Michigan
- Okrožje Schuyler, Illinois
- Okrožje Schuyler, Missouri
- Okrožje Schuyler, New York
- Okrožje Schuylkill, Pensilvanija
- Okrožje Scioto, Ohio
- Okrožje Scotland, Missouri
- Okrožje Scotland, Severna Karolina
- Okrožje Scott, Arkansas
- Okrožje Scott, Illinois
- Okrožje Scott, Indiana
- Okrožje Scott, Iowa
- Okrožje Scott, Kansas
- Okrožje Scott, Kentucky
- Okrožje Scott, Minnesota
- Okrožje Scott, Mississippi
- Okrožje Scott, Missouri
- Okrožje Scott, Tennessee
- Okrožje Scott, Virginija
- Okrožje Scotts Bluff, Nebraska
- Okrožje Screven, Georgia
- Okrožje Scurry, Teksas
- Okrožje Searcy, Arkansas
- Okrožje Sebastian, Arkansas
- Okrožje Sedgwick, Kolorado
- Okrožje Sedgwick, Kansas
- Okrožje Seminole, Florida
- Okrožje Seminole, Georgia
- Okrožje Seminole, Oklahoma
- Okrožje Seneca, New York
- Okrožje Seneca, Ohio
- Okrožje Sequatchie, Tennessee
- Okrožje Sequoyah, Oklahoma
- Okrožje Sevier, Arkansas
- Okrožje Sevier, Tennessee
- Okrožje Sevier, Utah
- Okrožje Seward, Kansas
- Okrožje Seward, Nebraska
- Okrožje Shackelford, Teksas
- Okrožje Shannon, Missouri
- Okrožje Shannon, Južna Dakota
- Okrožje Sharkey, Mississippi
- Okrožje Sharp, Arkansas
- Okrožje Shasta, Kalifornija
- Okrožje Shawano, Wisconsin
- Okrožje Shawnee, Kansas
- Okrožje Sheboygan, Wisconsin
- Okrožje Shelby, Alabama
- Okrožje Shelby, Illinois
- Okrožje Shelby, Indiana
- Okrožje Shelby, Iowa
- Okrožje Shelby, Kentucky
- Okrožje Shelby, Missouri
- Okrožje Shelby, Ohio
- Okrožje Shelby, Tennessee
- Okrožje Shelby, Teksas
- Okrožje Shenandoah, Virginija
- Okrožje Sherburne, Minnesota
- Okrožje Sheridan, Kansas
- Okrožje Sheridan, Montana
- Okrožje Sheridan, Nebraska
- Okrožje Sheridan, Severna Dakota
- Okrožje Sheridan, Wyoming
- Okrožje Sherman, Kansas
- Okrožje Sherman, Nebraska
- Okrožje Sherman, Oregon
- Okrožje Sherman, Teksas
- Okrožje Shiawassee, Michigan
- Okrožje Shoshone, Idaho
- Okrožje Sibley, Minnesota
- Okrožje Sierra, Kalifornija
- Okrožje Sierra, Nova Mehika
- Okrožje Silver Bow, Montana
- Okrožje Simpson, Kentucky
- Okrožje Simpson, Mississippi
- Okrožje Sioux, Iowa
- Okrožje Sioux, Nebraska
- Okrožje Sioux, Severna Dakota
- Okrožje Siskiyou, Kalifornija
- Okrožje Sitka City and Borough, Aljaska
- Okrožje Skagit, Washington
- Okrožje Skagway-Hoonah-Angoon Census Area, Aljaska
- Okrožje Skamania, Washington
- Okrožje Slope, Severna Dakota
- Okrožje Smith, Kansas
- Okrožje Smith, Mississippi
- Okrožje Smith, Tennessee
- Okrožje Smith, Teksas
- Okrožje Smyth, Virginija
- Okrožje Snohomish, Washington
- Okrožje Snyder, Pensilvanija
- Okrožje Socorro, Nova Mehika
- Okrožje Solano, Kalifornija
- Okrožje Somerset, Maine
- Okrožje Somerset, Maryland
- Okrožje Somerset, New Jersey
- Okrožje Somerset, Pensilvanija
- Okrožje Somervell, Teksas
- Okrožje Sonoma, Kalifornija
- Okrožje Southampton, Virginija
- Okrožje Southeast Fairbanks Census Area, Aljaska
- Okrožje Spalding, Georgia
- Okrožje Spartanburg, Južna Karolina
- Okrožje Spencer, Indiana
- Okrožje Spencer, Kentucky
- Okrožje Spink, Južna Dakota
- Okrožje Spokane, Washington
- Okrožje Spotsylvania, Virginija
- Okrožje St. Bernard Parish, Louisiana
- Okrožje St. Charles, Missouri
- Okrožje St. Charles Parish, Louisiana
- Okrožje St. Clair, Alabama
- Okrožje St. Clair, Illinois
- Okrožje St. Clair, Michigan
- Okrožje St. Clair, Missouri
- Okrožje St. Croix, Wisconsin
- Okrožje St. Francis, Arkansas
- Okrožje St. Francois, Missouri
- Okrožje St. Helena Parish, Louisiana
- Okrožje St. James Parish, Louisiana
- Okrožje St. John the Baptist Parish, Louisiana
- Okrožje St. Johns, Florida
- Okrožje St. Joseph, Indiana
- Okrožje St. Joseph, Michigan
- Okrožje St. Landry Parish, Louisiana
- Okrožje St. Lawrence, New York
- Okrožje St. Louis, Minnesota
- Okrožje St. Louis, Missouri
- Okrožje St. Lucie, Florida
- Okrožje St. Martin Parish, Louisiana
- Okrožje St. Mary Parish, Louisiana
- Okrožje St. Mary's, Maryland
- Okrožje St. Tammany Parish, Louisiana
- Okrožje Stafford, Kansas
- Okrožje Stafford, Virginija
- Okrožje Stanislaus, Kalifornija
- Okrožje Stanley, Južna Dakota
- Okrožje Stanly, Severna Karolina
- Okrožje Stanton, Kansas
- Okrožje Stanton, Nebraska
- Okrožje Stark, Illinois
- Okrožje Stark, Severna Dakota
- Okrožje Stark, Ohio
- Okrožje Starke, Indiana
- Okrožje Starr, Teksas
- Okrožje Ste. Genevieve, Missouri
- Okrožje Stearns, Minnesota
- Okrožje Steele, Minnesota
- Okrožje Steele, Severna Dakota
- Okrožje Stephens, Georgia
- Okrožje Stephens, Oklahoma
- Okrožje Stephens, Teksas
- Okrožje Stephenson, Illinois
- Okrožje Sterling, Teksas
- Okrožje Steuben, Indiana
- Okrožje Steuben, New York
- Okrožje Stevens, Kansas
- Okrožje Stevens, Minnesota
- Okrožje Stevens, Washington
- Okrožje Stewart, Georgia
- Okrožje Stewart, Tennessee
- Okrožje Stillwater, Montana
- Okrožje Stoddard, Missouri
- Okrožje Stokes, Severna Karolina
- Okrožje Stone, Arkansas
- Okrožje Stone, Mississippi
- Okrožje Stone, Missouri
- Okrožje Stonewall, Teksas
- Okrožje Storey, Nevada
- Okrožje Story, Iowa
- Okrožje Strafford, New Hampshire
- Okrožje Stutsman, Severna Dakota
- Okrožje Sublette, Wyoming
- Okrožje Suffolk, Massachusetts
- Okrožje Suffolk, New York
- Okrožje Sullivan, Indiana
- Okrožje Sullivan, Missouri
- Okrožje Sullivan, New Hampshire
- Okrožje Sullivan, New York
- Okrožje Sullivan, Pensilvanija
- Okrožje Sullivan, Tennessee
- Okrožje Sully, Južna Dakota
- Okrožje Summers, Zahodna Virginija
- Okrožje Summit, Kolorado
- Okrožje Summit, Ohio
- Okrožje Summit, Utah
- Okrožje Sumner, Kansas
- Okrožje Sumner, Tennessee
- Okrožje Sumter, Alabama
- Okrožje Sumter, Florida
- Okrožje Sumter, Georgia
- Okrožje Sumter, Južna Karolina
- Okrožje Sunflower, Mississippi
- Okrožje Surry, Severna Karolina
- Okrožje Surry, Virginija
- Okrožje Susquehanna, Pensilvanija
- Okrožje Sussex, Delaware
- Okrožje Sussex, New Jersey
- Okrožje Sussex, Virginija
- Okrožje Sutter, Kalifornija
- Okrožje Sutton, Teksas
- Okrožje Suwannee, Florida
- Okrožje Swain, Severna Karolina
- Okrožje Sweet Grass, Montana
- Okrožje Sweetwater, Wyoming
- Okrožje Swift, Minnesota
- Okrožje Swisher, Teksas
- Okrožje Switzerland, Indiana

## T
- Okrožje Talbot, Georgia
- Okrožje Talbot, Maryland
- Okrožje Taliaferro, Georgia
- Okrožje Talladega, Alabama
- Okrožje Tallahatchie, Mississippi
- Okrožje Tallapoosa, Alabama
- Okrožje Tama, Iowa
- Okrožje Taney, Missouri
- Okrožje Tangipahoa Parish, Louisiana
- Okrožje Taos, Nova Mehika
- Okrožje Tarrant, Teksas
- Okrožje Tate, Mississippi
- Okrožje Tattnall, Georgia
- Okrožje Taylor, Florida
- Okrožje Taylor, Georgia
- Okrožje Taylor, Iowa
- Okrožje Taylor, Kentucky
- Okrožje Taylor, Teksas
- Okrožje Taylor, Zahodna Virginija
- Okrožje Taylor, Wisconsin
- Okrožje Tazewell, Illinois
- Okrožje Tazewell, Virginija
- Okrožje Tehama, Kalifornija
- Okrožje Telfair, Georgia
- Okrožje Teller, Kolorado
- Okrožje Tensas Parish, Louisiana
- Okrožje Terrebonne Parish, Louisiana
- Okrožje Terrell, Georgia
- Okrožje Terrell, Teksas
- Okrožje Terry, Teksas
- Okrožje Teton, Idaho
- Okrožje Teton, Montana
- Okrožje Teton, Wyoming
- Okrožje Teksas, Missouri
- Okrožje Teksas, Oklahoma
- Okrožje Thayer, Nebraska
- Okrožje Thomas, Georgia
- Okrožje Thomas, Kansas
- Okrožje Thomas, Nebraska
- Okrožje Throckmorton, Teksas
- Okrožje Thurston, Nebraska
- Okrožje Thurston, Washington
- Okrožje Tift, Georgia
- Okrožje Tillamook, Oregon
- Okrožje Tillman, Oklahoma
- Okrožje Tioga, New York
- Okrožje Tioga, Pensilvanija
- Okrožje Tippah, Mississippi
- Okrožje Tippecanoe, Indiana
- Okrožje Tipton, Indiana
- Okrožje Tipton, Tennessee
- Okrožje Tishomingo, Mississippi
- Okrožje Titus, Teksas
- Okrožje Todd, Kentucky
- Okrožje Todd, Minnesota
- Okrožje Todd, Južna Dakota
- Okrožje Tolland, Connecticut
- Okrožje Tom Green, Teksas
- Okrožje Tompkins, New York
- Okrožje Tooele, Utah
- Okrožje Toole, Montana
- Okrožje Toombs, Georgia
- Okrožje Torrance, Nova Mehika
- Okrožje Towner, Severna Dakota
- Okrožje Towns, Georgia
- Okrožje Traill, Severna Dakota
- Okrožje Transylvania, Severna Karolina
- Okrožje Traverse, Minnesota
- Okrožje Travis, Teksas
- Okrožje Treasure, Montana
- Okrožje Trego, Kansas
- Okrožje Trempealeau, Wisconsin
- Okrožje Treutlen, Georgia
- Okrožje Trigg, Kentucky
- Okrožje Trimble, Kentucky
- Okrožje Trinity, Kalifornija
- Okrožje Trinity, Teksas
- Okrožje Tripp, Južna Dakota
- Okrožje Troup, Georgia
- Okrožje Trousdale, Tennessee
- Okrožje Trumbull, Ohio
- Okrožje Tucker, Zahodna Virginija
- Okrožje Tulare, Kalifornija
- Okrožje Tulsa, Oklahoma
- Okrožje Tunica, Mississippi
- Okrožje Tuolumne, Kalifornija
- Okrožje Turner, Georgia
- Okrožje Turner, Južna Dakota
- Okrožje Tuscaloosa, Alabama
- Okrožje Tuscarawas, Ohio
- Okrožje Tuscola, Michigan
- Okrožje Twiggs, Georgia
- Okrožje Twin Falls, Idaho
- Okrožje Tyler, Teksas
- Okrožje Tyler, Zahodna Virginija
- Okrožje Tyrrell, Severna Karolina

## U
- Okrožje Uinta, Wyoming
- Okrožje Uintah, Utah
- Okrožje Ulster, New York
- Okrožje Umatilla, Oregon
- Okrožje Unicoi, Tennessee
- Okrožje Union, Arkansas
- Okrožje Union, Florida
- Okrožje Union, Georgia
- Okrožje Union, Illinois
- Okrožje Union, Indiana
- Okrožje Union, Iowa
- Okrožje Union, Kentucky
- Okrožje Union, Mississippi
- Okrožje Union, New Jersey
- Okrožje Union, Nova Mehika
- Okrožje Union, Severna Karolina
- Okrožje Union, Ohio
- Okrožje Union, Oregon
- Okrožje Union, Pensilvanija
- Okrožje Union, Južna Karolina
- Okrožje Union, Južna Dakota
- Okrožje Union, Tennessee
- Okrožje Union Parish, Louisiana
- Okrožje Upshur, Teksas
- Okrožje Upshur, Zahodna Virginija
- Okrožje Upson, Georgia
- Okrožje Upton, Teksas
- Okrožje Utah, Utah
- Okrožje Uvalde, Teksas

## V
- Okrožje Val Verde, Teksas
- Okrožje Valdez-Cordova Census Area, Aljaska
- Okrožje Valencia, Nova Mehika
- Okrožje Valley, Idaho
- Okrožje Valley, Montana
- Okrožje Valley, Nebraska
- Okrožje Van Buren, Arkansas
- Okrožje Van Buren, Iowa
- Okrožje Van Buren, Michigan
- Okrožje Van Buren, Tennessee
- Okrožje Van Wert, Ohio
- Okrožje Van Zandt, Teksas
- Okrožje Vance, Severna Karolina
- Okrožje Vanderburgh, Indiana
- Okrožje Venango, Pensilvanija
- Okrožje Ventura, Kalifornija
- Okrožje Vermilion, Illinois
- Okrožje Vermilion Parish, Louisiana
- Okrožje Vermillion, Indiana
- Okrožje Vernon, Missouri
- Okrožje Vernon, Wisconsin
- Okrožje Vernon Parish, Louisiana
- Okrožje Victoria, Teksas
- Okrožje Vigo, Indiana
- Okrožje Vilas, Wisconsin
- Okrožje Vinton, Ohio
- Okrožje Volusia, Florida

## W
- Okrožje Wabash, Illinois
- Okrožje Wabash, Indiana
- Okrožje Wabasha, Minnesota
- Okrožje Wabaunsee, Kansas
- Okrožje Wade Hampton Census Area, Aljaska
- Okrožje Wadena, Minnesota
- Okrožje Wagoner, Oklahoma
- Okrožje Wahkiakum, Washington
- Okrožje Wake, Severna Karolina
- Okrožje Wakulla, Florida
- Okrožje Waldo, Maine
- Okrožje Walker, Alabama
- Okrožje Walker, Georgia
- Okrožje Walker, Teksas
- Okrožje Walla Walla, Washington
- Okrožje Wallace, Kansas
- Okrožje Waller, Teksas
- Okrožje Wallowa, Oregon
- Okrožje Walsh, Severna Dakota
- Okrožje Walthall, Mississippi
- Okrožje Walton, Florida
- Okrožje Walton, Georgia
- Okrožje Walworth, Južna Dakota
- Okrožje Walworth, Wisconsin
- Okrožje Wapello, Iowa
- Okrožje Ward, Severna Dakota
- Okrožje Ward, Teksas
- Okrožje Ware, Georgia
- Okrožje Warren, Georgia
- Okrožje Warren, Illinois
- Okrožje Warren, Indiana
- Okrožje Warren, Iowa
- Okrožje Warren, Kentucky
- Okrožje Warren, Mississippi
- Okrožje Warren, Missouri
- Okrožje Warren, New Jersey
- Okrožje Warren, New York
- Okrožje Warren, Severna Karolina
- Okrožje Warren, Ohio
- Okrožje Warren, Pensilvanija
- Okrožje Warren, Tennessee
- Okrožje Warren, Virginija
- Okrožje Warrick, Indiana
- Okrožje Wasatch, Utah
- Okrožje Wasco, Oregon
- Okrožje Waseca, Minnesota
- Okrožje Washakie, Wyoming
- Okrožje Washburn, Wisconsin
- Okrožje Washington, Alabama
- Okrožje Washington, Arkansas
- Okrožje Washington, Kolorado
- Okrožje Washington, Florida
- Okrožje Washington, Georgia
- Okrožje Washington, Idaho
- Okrožje Washington, Illinois
- Okrožje Washington, Indiana
- Okrožje Washington, Iowa
- Okrožje Washington, Kansas
- Okrožje Washington, Kentucky
- Okrožje Washington, Maine
- Okrožje Washington, Maryland
- Okrožje Washington, Minnesota
- Okrožje Washington, Mississippi
- Okrožje Washington, Missouri
- Okrožje Washington, Nebraska
- Okrožje Washington, New York
- Okrožje Washington, Severna Karolina
- Okrožje Washington, Ohio
- Okrožje Washington, Oklahoma
- Okrožje Washington, Oregon
- Okrožje Washington, Pensilvanija
- Okrožje Washington, Rhode Island
- Okrožje Washington, Tennessee
- Okrožje Washington, Teksas
- Okrožje Washington, Utah
- Okrožje Washington, Vermont
- Okrožje Washington, Virginija
- Okrožje Washington, Wisconsin
- Okrožje Washington Parish, Louisiana
- Okrožje Washita, Oklahoma
- Okrožje Washoe, Nevada
- Okrožje Washtenaw, Michigan
- Okrožje Watauga, Severna Karolina
- Okrožje Watonwan, Minnesota
- Okrožje Waukesha, Wisconsin
- Okrožje Waupaca, Wisconsin
- Okrožje Waushara, Wisconsin
- Okrožje Wayne, Georgia
- Okrožje Wayne, Illinois
- Okrožje Wayne, Indiana
- Okrožje Wayne, Iowa
- Okrožje Wayne, Kentucky
- Okrožje Wayne, Michigan
- Okrožje Wayne, Mississippi
- Okrožje Wayne, Missouri
- Okrožje Wayne, Nebraska
- Okrožje Wayne, New York
- Okrožje Wayne, Severna Karolina
- Okrožje Wayne, Ohio
- Okrožje Wayne, Pensilvanija
- Okrožje Wayne, Tennessee
- Okrožje Wayne, Utah
- Okrožje Wayne, Zahodna Virginija
- Okrožje Weakley, Tennessee
- Okrožje Webb, Teksas
- Okrožje Weber, Utah
- Okrožje Webster, Georgia
- Okrožje Webster, Iowa
- Okrožje Webster, Kentucky
- Okrožje Webster, Mississippi
- Okrožje Webster, Missouri
- Okrožje Webster, Nebraska
- Okrožje Webster, Zahodna Virginija
- Okrožje Webster Parish, Louisiana
- Okrožje Weld, Kolorado
- Okrožje Wells, Indiana
- Okrožje Wells, Severna Dakota
- Okrožje West Baton Rouge Parish, Louisiana
- Okrožje West Carroll Parish, Louisiana
- Okrožje West Feliciana Parish, Louisiana
- Okrožje Westchester, New York
- Okrožje Westmoreland, Pensilvanija
- Okrožje Westmoreland, Virginija
- Okrožje Weston, Wyoming
- Okrožje Wetzel, Zahodna Virginija
- Okrožje Wexford, Michigan
- Okrožje Wharton, Teksas
- Okrožje Whatcom, Washington
- Okrožje Wheatland, Montana
- Okrožje Wheeler, Georgia
- Okrožje Wheeler, Nebraska
- Okrožje Wheeler, Oregon
- Okrožje Wheeler, Teksas
- Okrožje White, Arkansas
- Okrožje White, Georgia
- Okrožje White, Illinois
- Okrožje White, Indiana
- Okrožje White, Tennessee
- Okrožje White Pine, Nevada
- Okrožje Whiteside, Illinois
- Okrožje Whitfield, Georgia
- Okrožje Whitley, Indiana
- Okrožje Whitley, Kentucky
- Okrožje Whitman, Washington
- Okrožje Wibaux, Montana
- Okrožje Wichita, Kansas
- Okrožje Wichita, Teksas
- Okrožje Wicomico, Maryland
- Okrožje Wilbarger, Teksas
- Okrožje Wilcox, Alabama
- Okrožje Wilcox, Georgia
- Okrožje Wilkes, Georgia
- Okrožje Wilkes, Severna Karolina
- Okrožje Wilkin, Minnesota
- Okrožje Wilkinson, Georgia
- Okrožje Wilkinson, Mississippi
- Okrožje Will, Illinois
- Okrožje Willacy, Teksas
- Okrožje Williams, Severna Dakota
- Okrožje Williams, Ohio
- Okrožje Williamsburg, Južna Karolina
- Okrožje Williamson, Illinois
- Okrožje Williamson, Tennessee
- Okrožje Williamson, Teksas
- Okrožje Wilson, Kansas
- Okrožje Wilson, Severna Karolina
- Okrožje Wilson, Tennessee
- Okrožje Wilson, Teksas
- Okrožje Windham, Connecticut
- Okrožje Windham, Vermont
- Okrožje Windsor, Vermont
- Okrožje Winkler, Teksas
- Okrožje Winn Parish, Louisiana
- Okrožje Winnebago, Illinois
- Okrožje Winnebago, Iowa
- Okrožje Winnebago, Wisconsin
- Okrožje Winneshiek, Iowa
- Okrožje Winona, Minnesota
- Okrožje Winston, Alabama
- Okrožje Winston, Mississippi
- Okrožje Wirt, Zahodna Virginija
- Okrožje Wise, Teksas
- Okrožje Wise, Virginija
- Okrožje Wolfe, Kentucky
- Okrožje Wood, Ohio
- Okrožje Wood, Teksas
- Okrožje Wood, Zahodna Virginija
- Okrožje Wood, Wisconsin
- Okrožje Woodbury, Iowa
- Okrožje Woodford, Illinois
- Okrožje Woodford, Kentucky
- Okrožje Woodruff, Arkansas
- Okrožje Woods, Oklahoma
- Okrožje Woodson, Kansas
- Okrožje Woodward, Oklahoma
- Okrožje Worcester, Maryland
- Okrožje Worcester, Massachusetts
- Okrožje Worth, Georgia
- Okrožje Worth, Iowa
- Okrožje Worth, Missouri
- Okrožje Wrangell-Petersburg Census Area, Aljaska
- Okrožje Wright, Iowa
- Okrožje Wright, Minnesota
- Okrožje Wright, Missouri
- Okrožje Wyandot, Ohio
- Okrožje Wyandotte, Kansas
- Okrožje Wyoming, New York
- Okrožje Wyoming, Pensilvanija
- Okrožje Wyoming, Zahodna Virginija
- Okrožje Wythe, Virginija

## Y
- Okrožje Yadkin, Severna Karolina
- Okrožje Yakima, Washington
- Okrožje Yakutat City and Borough, Aljaska
- Okrožje Yalobusha, Mississippi
- Okrožje Yamhill, Oregon
- Okrožje Yancey, Severna Karolina
- Okrožje Yankton, Južna Dakota
- Okrožje Yates, New York
- Okrožje Yavapai, Arizona
- Okrožje Yazoo, Mississippi
- Okrožje Yell, Arkansas
- Okrožje Yellow Medicine, Minnesota
- Okrožje Yellowstone, Montana
- Okrožje Yoakum, Teksas
- Okrožje Yolo, Kalifornija
- Okrožje York, Maine
- Okrožje York, Nebraska
- Okrožje York, Pensilvanija
- Okrožje York, Južna Karolina
- Okrožje York, Virginija
- Okrožje Young, Teksas
- Okrožje Your Mom, Teksas
- Okrožje Yuba, Kalifornija
- Okrožje Yukon-Koyukuk Census Area, Aljaska
- Okrožje Yuma, Arizona
- Okrožje Yuma, Kolorado

## Z
- Okrožje Zapata, Teksas
- Okrožje Zavala, Teksas
- Okrožje Ziebach, Južna Dakota